# Appennini
Gli Appennini sono il sistema montuoso lungo circa 1200 km che si distende dalla zona settentrionale d'Italia fino a quella meridionale, disegnando un arco con la parte concava a sudovest. Insieme alle Alpi, caratterizzano il rilievo e il paesaggio di gran parte del paese, interessando ben quindici regioni: quattro della sua parte continentale, tutte le regioni della penisola italiana nonché, secondo numerose fonti, la parte settentrionale della Sicilia. Per questi motivi sono spesso chiamati "spina dorsale della penisola italiana".

## Etimologia
L'origine più probabile sembra dal celtico o dal ligure pen(n) o ben, "montagna, cima", riconducibile alla radice indoeuropea *pen / *pend con il significato di essere appeso, essere in pendenza (IEW 998), essendo il nord Italia dominato da tali popolazioni nel IV secolo a.C. o prima. Poi il nome sarebbe passato dall'indicare, dal solo Appennino settentrionale, tutta la catena.

## Descrizione
Gli Appennini corrono per tutta la loro lunghezza in territorio italiano, con l'eccezione del Monte Titano, appartenente alla Repubblica di San Marino. Lo spartiacque della catena appenninica divide la superficie della Penisola in due versanti: ligure-tirrenico e adriatico-ionico, differenti tra loro sotto molti aspetti. La differenza più appariscente è data dall'asimmetria dei due pendii: la catena infatti segue una linea curva, convessa verso l'Adriatico e concava verso il Tirreno; nel versante ligure-tirrenico la catena principale appenninica arriva a lambire la costa in Liguria, mentre è bordata dai rilievi dell'Antiappennino tirrenico in Toscana, Lazio e Campania; in Cilento, in Basilicata e in Calabria la catena principale tocca nuovamente il mare. Nel versante adriatico gli Appennini digradano nella Pianura Padana in Emilia-Romagna, toccano il mare nelle Marche, in Abruzzo e nel Molise, mentre in Puglia l'Antiappennino adriatico si interpone tra la catena appenninica principale e il mare.
A paragone con le Alpi, gli Appennini, oltre ad essere più recenti, hanno una diversa conformazione e un'altezza nel complesso inferiore. L'Appennino infatti è formato in prevalenza da rocce calcaree dure e da argille molli; solamente la Sila e l'Aspromonte sono costituiti da rocce granitiche. La cima più alta è il Corno Grande, nel massiccio del Gran Sasso (Abruzzo), che raggiunge i 2912 m.s.l.m. Anche il paesaggio naturale appenninico, con la diversità delle rocce e del clima, appare molto differente da quello alpino. Le montagne appenniniche hanno in genere cime tondeggianti e il declivio dei due versanti, ligure-tirrenico e adriatico-ionico, digrada dolcemente. Spiccano però le ardite forme di alcuni gruppi formati da compatta roccia calcarea: tra Toscana e Liguria le Alpi Apuane, tra l'Umbria e le Marche i Sibillini, in Abruzzo il Gran Sasso e la Maiella, in Campania il massiccio degli Alburni, in Basilicata il Monte Alpi e, al confine con la Calabria, il Massiccio del Pollino.
Le vallate appenniniche sono a volte impervie e caratterizzate da gole pittoresche, specie in Abruzzo e nelle Marche. Alcune aree sono soggette a frane e scoscendimenti: sono le zone in cui la composizione prevalentemente argillosa del suolo e il dissennato disboscamento dei tempi passati consentono alle acque di superficie di agire rovinosamente, scavando solchi (calanchi) e rendendo inabitabili vaste superfici; interi pendii, nei periodi di pioggia, si possono trasformare in pericolosi fiumi di fango. I numerosi e facili valichi che permettono di passare, ad altezze quasi sempre inferiori ai 1000 m, dall'uno all'altro versante, vengono indicati nella parlata locale, secondo le loro forme caratteristiche, con i nomi di passo, bocca, forca, portella e gola.
Nell'Antiappennino sono caratteristiche le forme tronco-coniche dei vulcani, ormai spenti quelli dei colli Albani, ancora attivi il Vesuvio e i Campi Flegrei. 
È presente un solo ghiacciaio, quello del Calderone, il più meridionale d'Europa, sul Gran Sasso; sono presenti però diversi glacionevati e nevai.

### Caratteristiche
L'estensione in larghezza degli Appennini è minima in corrispondenza di due linee: quella che unisce il Golfo di Sant'Eufemia sul Tirreno e il Golfo di Squillace sullo Ionio (Istmo di Catanzaro in Calabria) e quella tra Genova Voltri e Gavi (tra Liguria e Piemonte), in entrambi i casi di 30 km. La massima larghezza è invece di 254 km, in corrispondenza della linea che congiunge il promontorio di Ancona e quello di Piombino (tra Monte Argentario e Monte Conero la larghezza è comunque notevole: 240 km). L'estremità settentrionale è la Bocchetta di Altare o Colle di Cadibona, in valle Bormida (SV), mentre quella meridionale è data dalla punta estrema dell'Aspromonte, in Calabria. Oltre lo stretto di Messina, gli Appennini continuano nelle catene settentrionali della Sicilia, definite da diverse fonti come Appennino siculo. Comprendendo quest'ultimo settore, la lunghezza totale degli Appennini è di 1400 km.

### Limite geologico tra Alpi e Appennini

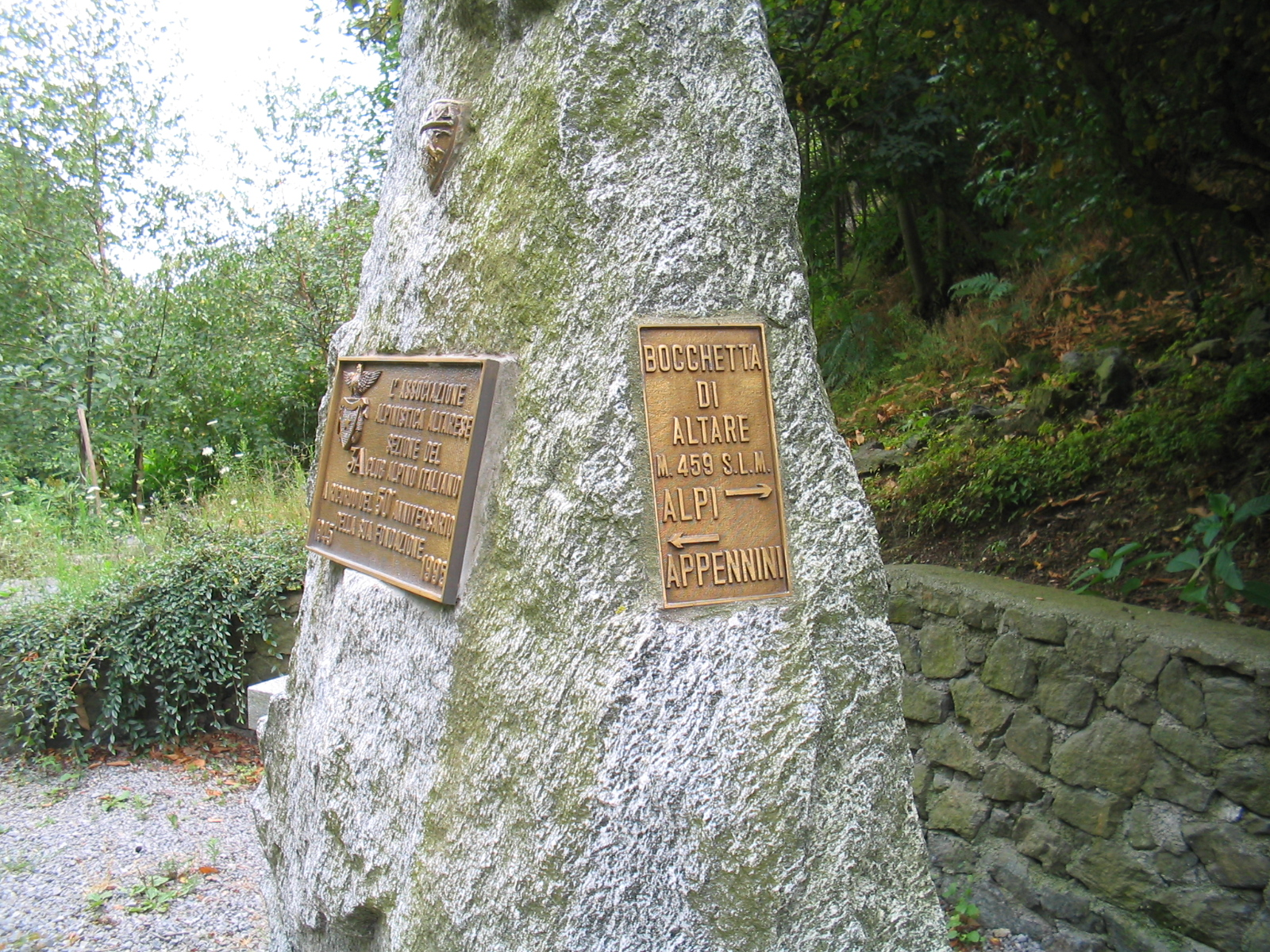
Bocchetta di Altare o Colle di Cadibona, il limite settentrionale tra Alpi e Appennino

Dal punto di vista geologico, il confine settentrionale dell'Appennino si trova nel territorio comunale di Genova ed è rappresentato dal Gruppo di Voltri, presso una discontinuità tettonica denominata Linea Sestri-Voltaggio.
La geologia contemporanea definisce la questione del confine settentrionale, rilevando che la partizione tra unità geomorfologiche è in realtà molto complessa e che si svolge in ambito tridimensionale (nonché temporale), dove le unità costituenti sovrascorrono le une sulle altre, cosicché l'Appennino Settentrionale risulta dalla sovrapposizione tettonica di due grandi insiemi, strutturalmente diversi per litologia e origine paleogeografica. Secondo alcuni geologi, gli Appennini si sono formati precedentemente alle Alpi, a partire da circa 60 milioni di anni addietro; altri, invece, ritengono che la catena alpina incominci la sua storia fra l'Eocene e l'Oligocene inferiore (circa 30 milioni di anni fa), mentre solo nell'Oligocene superiore - Miocene inferiore (da 30 a 16 milioni di anni fa) abbia inizio la formazione degli Appennini. Solo negli ultimi 7-8 milioni di anni però l'Appennino calabro, precedentemente contiguo alla catena alpina si salda con il resto dell'Appennino.

### Importanza storica

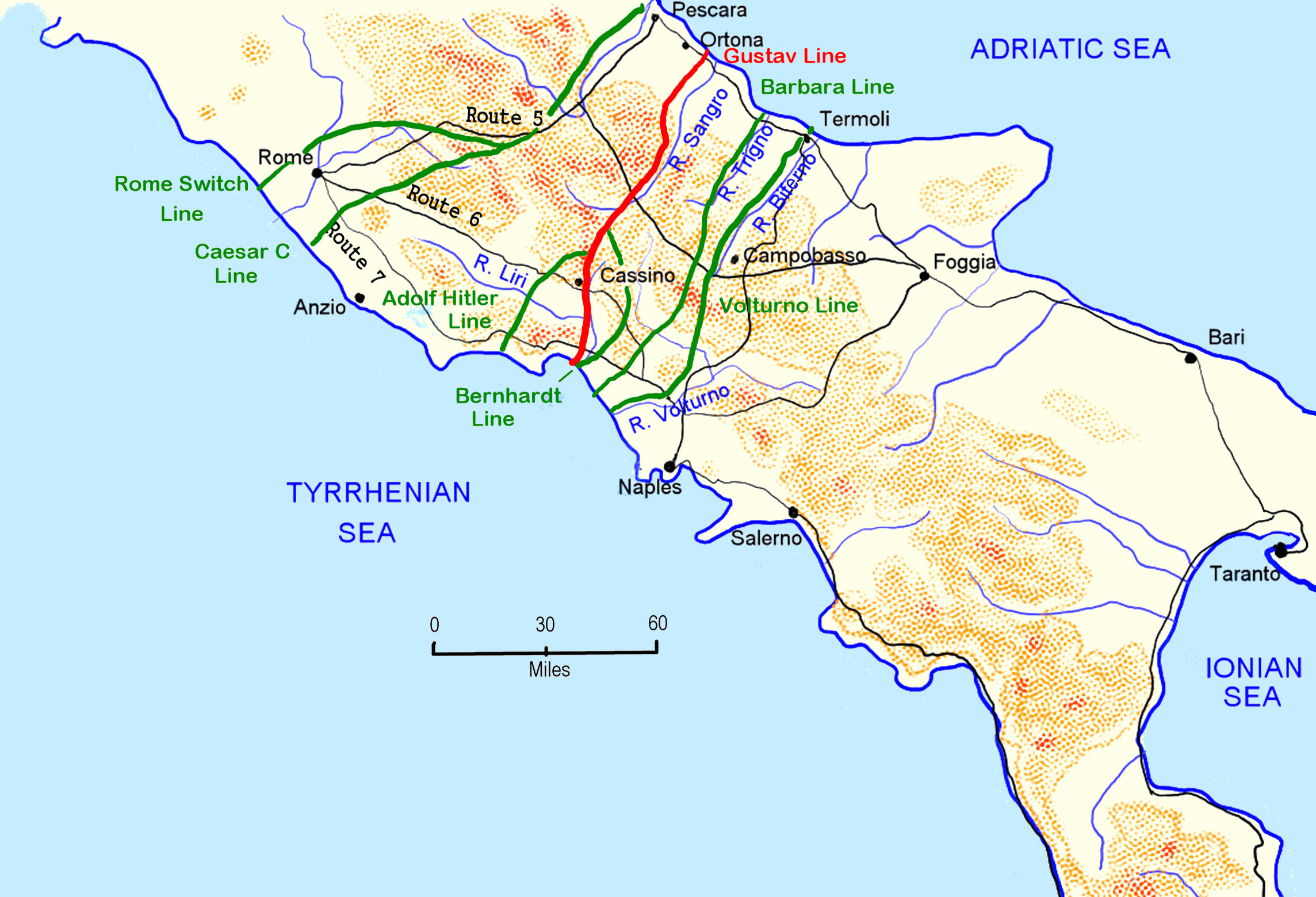
La linea Gustav in Italia meridionale

Durante la seconda guerra mondiale, l'esercito tedesco utilizzò gli Appennini come una naturale barriera difensiva, costruendo diverse linee difensive, le più famose delle quali furono la linea Gustav e la linea Barbara, nell'Italia meridionale, e la linea Gotica, attaccata senza successo dagli Alleati nel settembre del 1944.

## Suddivisione secondo la latitudine

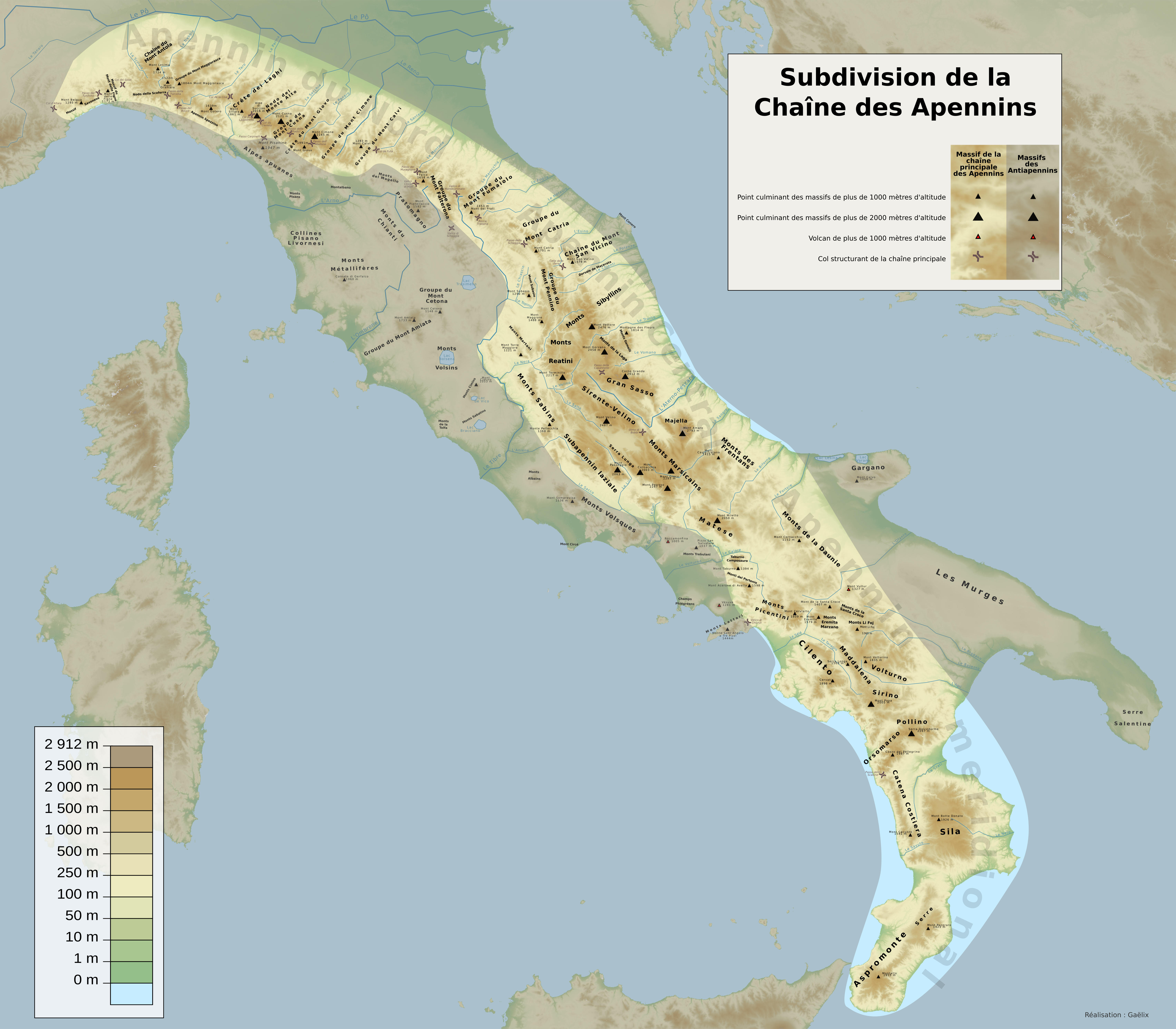
Cartografia orografica e idrografica degli Appennini e Anti-Appennini (in francese)

La catena appenninica viene convenzionalmente suddivisa in tre o quattro tronchi principali a seconda della latitudine: l'Appennino settentrionale, l'Appennino centrale, l'Appennino meridionale, a cui si può aggiungere l'Appennino siculo, separato dal resto degli Appennini in corrispondenza dello stretto di Messina.

### Appennino settentrionale
L'Appennino settentrionale si unisce con la catena alpina attraverso il valico della Bocchetta di Altare, noto anche come colle di Cadibona. Il punto in cui si unisce all'Appennino centrale secondo alcune fonti è il valico di Bocca Serriola o, secondo altre, quello di Bocca Trabaria; altre ancora, infine, considerano tutta la zona compresa tra i due valichi come regione di transizione tra i due tratti appenninici.
Si suddivide nelle due sezioni dell'Appennino ligure e dell'Appennino tosco-emiliano, a sua volta distinto in Appennino tosco-emiliano in senso stretto e Appennino tosco-romagnolo.

#### Appennino ligure

Monte Maggiorasca, vetta più alta dell'Appennino ligure

L'Appennino ligure si interrompe al Passo della Cisa, che permette le comunicazioni tra La Spezia e Parma. Esso incombe sul mar Ligure con diramazioni ripide e scoscese, solcate da brevi valli, per lo più trasversali, dense di popolazione. Invece, verso la Pianura Padana, presenta diramazioni e vallate più lunghe ma meno abitate. Il monte più alto è il Monte Maggiorasca con i suoi 1804 metri. Le montagne scendono ripide verso il mar Ligure e sono piuttosto brulle e per lo più incolte; coltivare i pendii è complicato e viene realizzato attraverso terrazzamenti.

#### Appennino tosco-emiliano

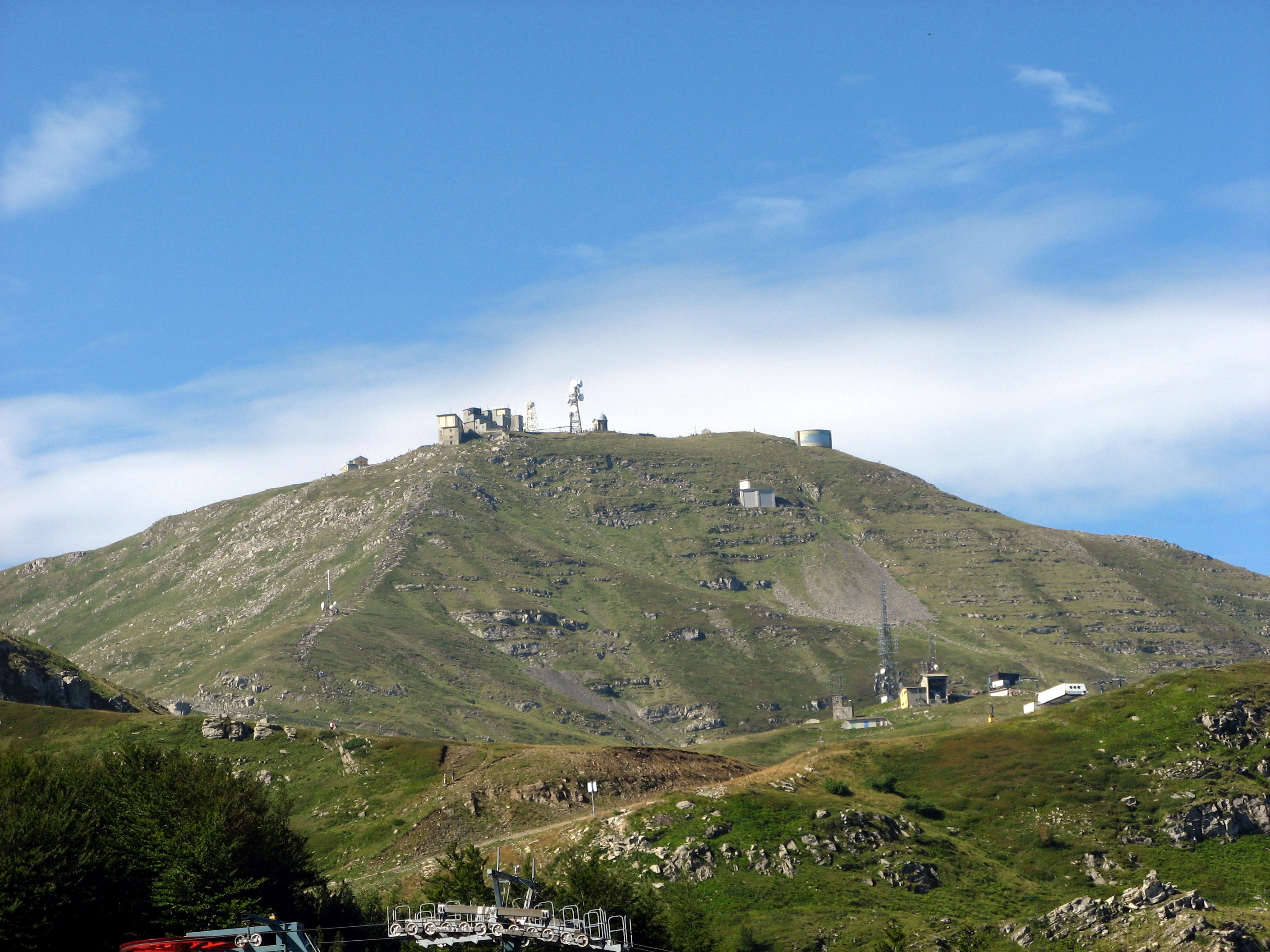
Monte Cimone, vetta più alta dell'Appennino tosco-emiliano

L'Appennino tosco-emiliano va dal passo della Cisa al valico di Bocca Serriola o a quello di Bocca Trabaria, a seconda delle fonti. Si può riconoscere in esso un tratto tosco-emiliano in senso stretto e un tratto tosco-romagnolo. 
Appennino tosco-emiliano in senso stretto
Tra le cime più alte di questo tratto spiccano il monte Cimone (2165 m), il monte Cusna (2121 m), il monte Prado (2054 m) e l'Alpe di Succiso (2017 m).
Appennino tosco-romagnolo
Si ergono in questo tratto il monte Falco (1657 m), il monte Falterona (1654 m), dal quale nasce l'Arno, il monte Fumaiolo (1408 m), dal fianco sud del quale sgorga la sorgente del Tevere. Si ricorda infine il monte Titano (739 m), il cui territorio appartiene alla Repubblica di San Marino; dalla sua triplice vetta esso domina il retroterra della Romagna e il Montefeltro.

### Appennino centrale

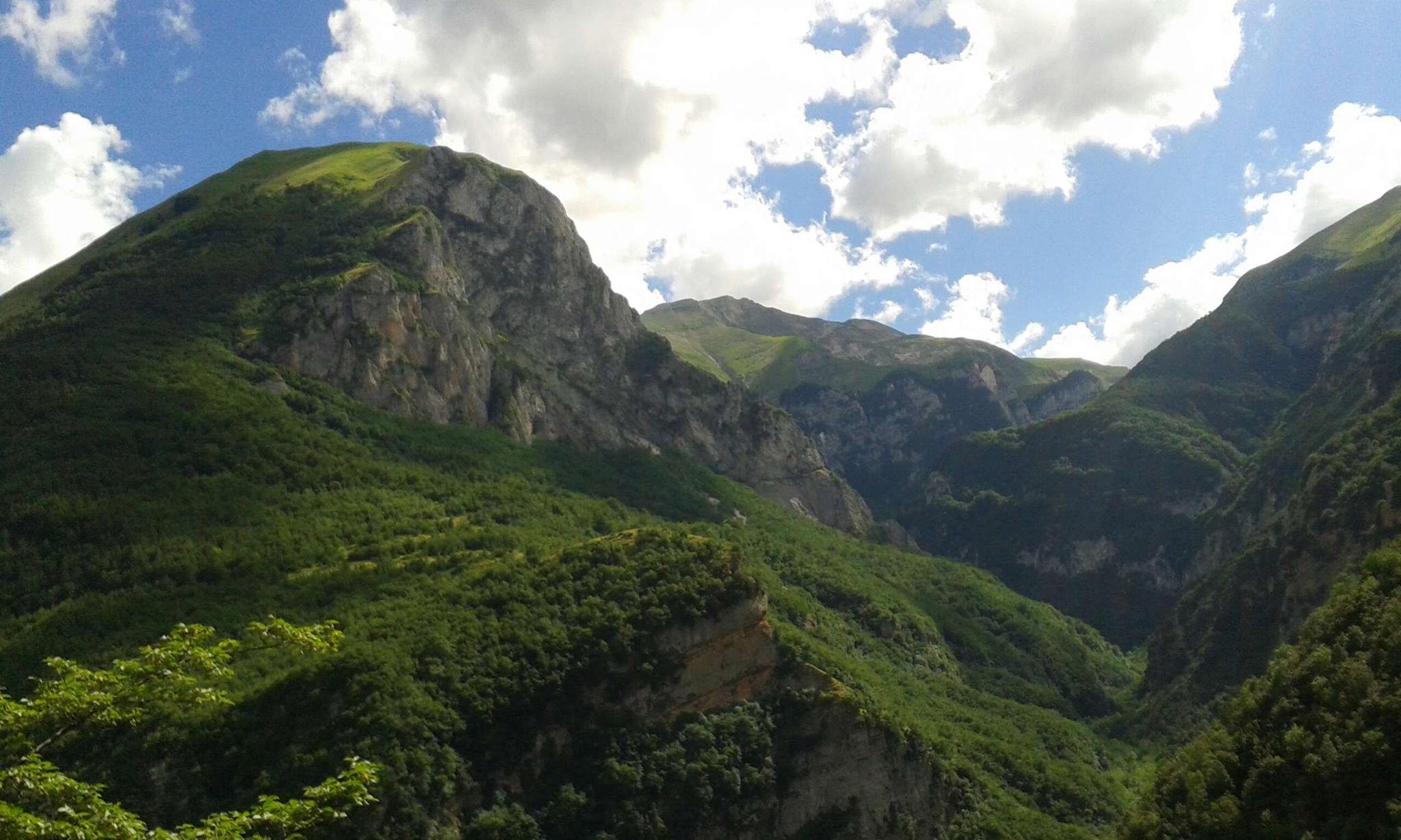
Monte Sibilla, tra le cime più alte dei Monti Sibillini (Appennino umbro-marchigiano)

L'Appennino centrale va, a seconda delle fonti, da Bocca Serriola o Bocca Trabaria fino alla Bocca di Forlì, attraverso la quale si passa dalla valle del Volturno (versante tirrenico) a quella del Sangro (versante adriatico). Il confine geologico tra l'Appennino settentrionale e l'Appennino centrale (e dunque tra Appennino tosco-emiliano e umbro-marchigiano) è posto poco più a nord dei confini tradizionali sopra riportati: esso è segnato dalla fascia di rocce liguridi isolate che segue la Val Marecchia in Emilia-Romagna. L'Appennino centrale si divide in due sezioni: Appennino umbro-marchigiano e Appennino abruzzese.

#### Appennino umbro-marchigiano
L'Appennino umbro-marchigiano va, a seconda delle fonti, da Bocca Serriola o Bocca Trabaria fino al Passo di Montereale, che mette in comunicazione la valle del Tronto con quella del Velino.
Questo settore appenninico è formato da varie catene parallele, tutte curvate verso l'Adriatico; da ovest ad est esse sono: la catena del Monte Subasio, la catena del Monte Catria, la catena del Monte San Vicino, la catena dei Monti Sibillini, l'ellissoide di Cingoli e infine, direttamente sull'Adriatico, il monte Conero (572 m), gomito d'Italia. I fiumi che scorrono verso l'Adriatico devono farsi strada attraverso le varie catene formando aspre gole rupestri. Le altezze più elevate e le forme più pittoresche appartengono alla catena calcarea dei Monti Sibillini, ove si trova la vetta più alta del settore: il monte Vettore (2476 m). Una parte dell'Appennino umbro-marchigiano interessa il Lazio orientale dove, nella catena dei Monti Reatini, si erge il monte Terminillo (2217 m).

#### Appennino abruzzese

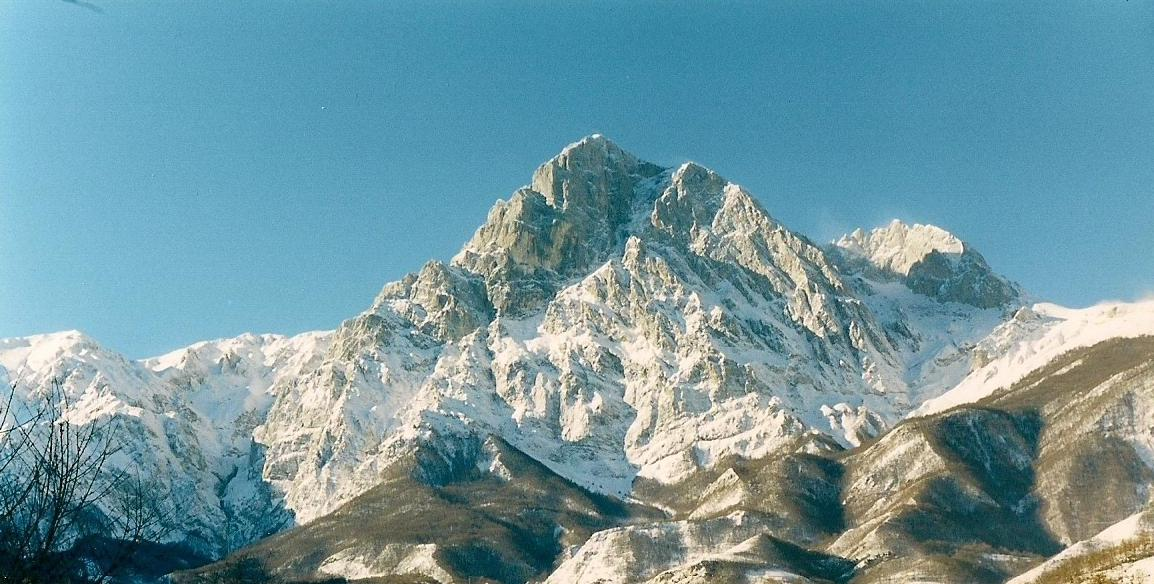
Corno Grande e Corno Piccolo (Gran Sasso)

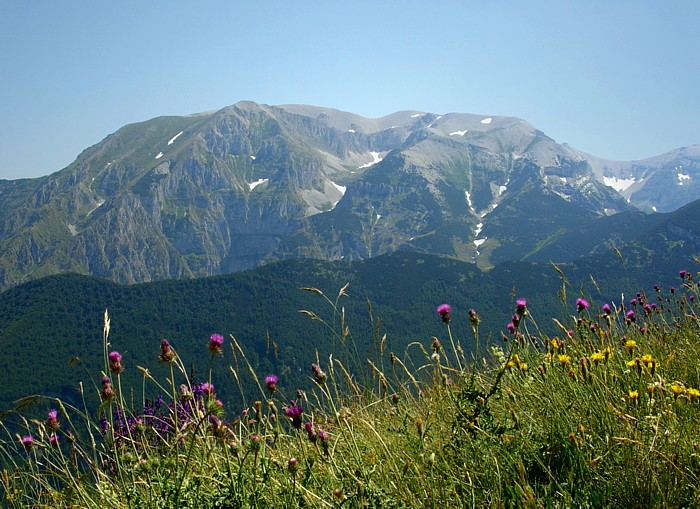
La Maiella

L'Appennino abruzzese va dal Passo di Montereale alla Bocca di Forlì. È costituito dai rilievi più alti degli Appennini, che nel loro raggruppamento assumono il carattere di acrocoro costituito da tre catene parallele con andamento nordovest – sudest, separate da conche intermontane e altopiani. La natura geologica di queste catene, ampiamente modellate dalle glaciazioni quaternarie, è solitamente calcarea seppur con una rilevante eccezione rappresentata dai Monti della Laga, costituiti da rocce arenaceo-marnose.
La prima catena è la meno elevata, corre lungo lo spartiacque della penisola e i principali massicci che la compongono sono i Monti Carseolani (Cima di Vallevona 1.808 m), i Monti Simbruini (monte Cotento 2.015 m), i Monti Cantari (monte Viglio 2.156 m), i Monti Ernici (monte Passeggio 2.064 m) e il settore sud-occidentale dei Monti Marsicani (monte Petroso 2.247 m). La seconda catena è localizzata nel cuore dell'Appennino abruzzese, nell'area dove si trovano gli altopiani più elevati (Altopiano delle Rocche e Altopiano delle Cinquemiglia) ed è rappresentata dai massicci del monte Velino (2.487 m) e del monte Sirente (2.349 m) e dal settore nord-orientale dei Monti Marsicani (monte Greco 2.285 m). Infine, l'ultima catena è la più aspra ed elevata, in alcuni tratti rassomigliante alle Dolomiti, costituita dalle maggiori elevazioni della penisola italiana: i Monti della Laga (monte Gorzano 2.455 m), il Gran Sasso d'Italia (Corno Grande 2.914 m) e la Maiella (monte Amaro 2.793 m).

### Appennino meridionale
L'Appennino meridionale va dalla bocca di Forlì all'Aspromonte ed è occupato da una serie di massicci e di altopiani. Questi differiscono tra loro per la natura delle rocce di cui sono costituiti (rocce sedimentarie o magmatiche).
I principali valichi dell'Appennino meridionale sono:
- la sella di Vinchiaturo tra Benevento (Campania) e Campobasso (Molise);
- la sella di Ariano tra le valli dell'Ufita, del Miscano e del Cervaro, lungo la direttrice Napoli - Foggia;
- la sella di Conza tra la valle del Sele e quella dell'Ofanto.

L'Appennino meridionale è composto da quattro parti: Appennino sannita, Appennino campano, Appennino lucano e Appennino calabro.

#### Appennino sannita

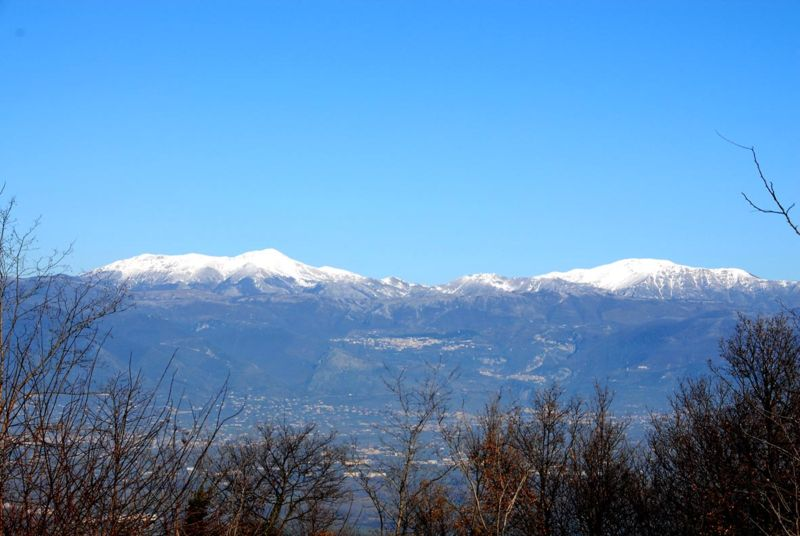
Veduta dei Monti del Matese

L'Appennino sannita va dalla Bocca di Forlì, in provincia di Isernia, fino alla sella di Vinchiaturo, in provincia di Campobasso. L'altipiano carsico del Matese, culminante nel monte Miletto (2050 m), situato tra il Molise (province di Campobasso e Isernia) e la Campania (province di Caserta e Benevento), è il gruppo montuoso più caratteristico di questa sezione dell'Appennino. È costituito da due catene di monti che corrono parallele in direzione nord-ovest sud-est formando un altopiano aspro e scosceso, e segna il confine tra Molise e Campania. A esso si agganciano altri gruppi minori come quello del monte Mutria (1832 m), de La Gallinola 1923 m e del monte Calvello (1018 m) dalla parte orientale, e i Monti Trebulani e altre catene minori che degradano verso il Volturno da Venafro a Benevento, dalla parte occidentale.

#### Appennino campano

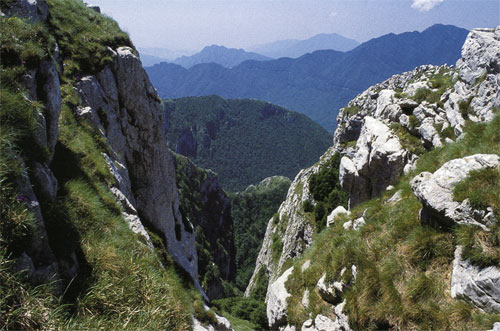
Monti Picentini

L'Appennino campano si estende dalla sella di Vinchiaturo fino alla sella di Conza (700 m - tra le province di Avellino e Salerno) che collega la valle del Sele (versante tirrenico) a quella dell'Ofanto (versante adriatico). 
A esso appartengono il complesso montuoso del Taburno Camposauro, i Monti del Partenio e i Monti Picentini, culminanti nel monte Cervialto (1809 m). Il versante orientale di questo settore dell'Appennino è costituito dai Monti del Sannio (da non confondersi con l'Appennino Sannita), dai Monti della Daunia e dai Monti dell'Irpinia, caratterizzati da rilievi a basse pendenze formanti una sorta di altipiano attraversato dalla linea spartiacque.

#### Appennino lucano

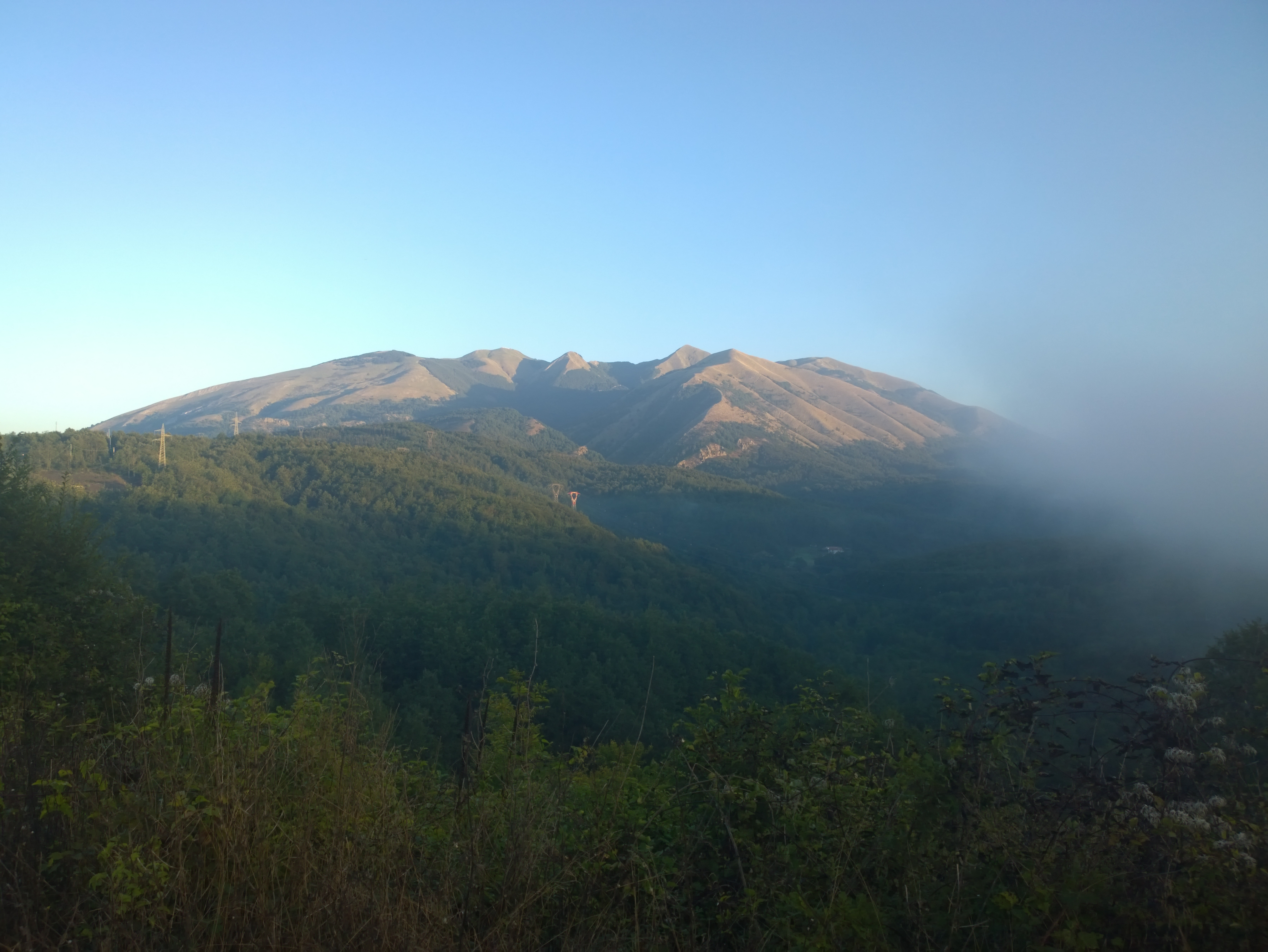
Massiccio del Sirino

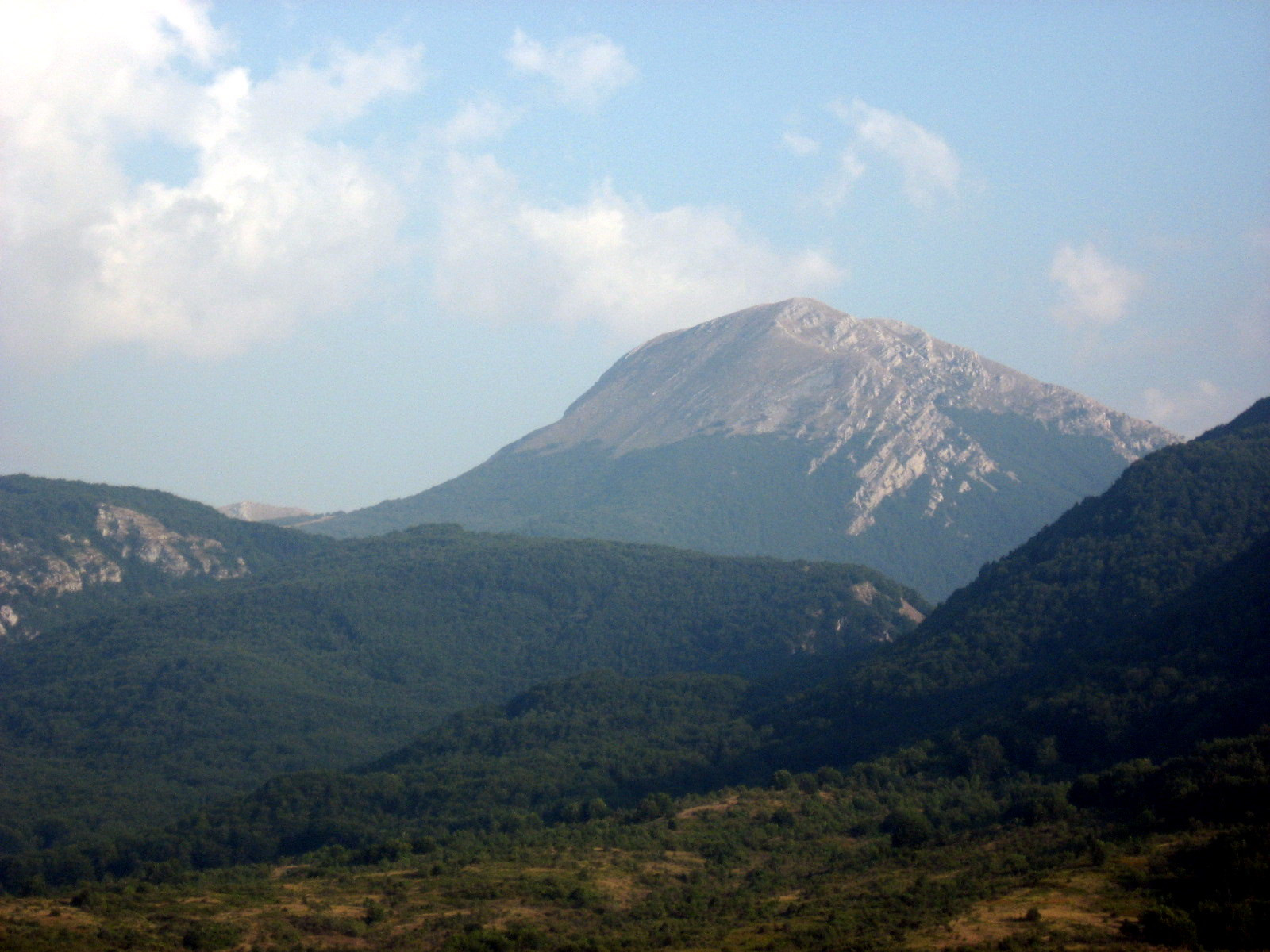
Massiccio del Pollino

L'Appennino lucano si distende ad arco dalla sella di Conza al passo dello Scalone – 744 metri. La vetta più alta è costituita dalla Serra Dolcedorme, nel Massiccio del Pollino, con i suoi 2267 metri di altitudine.
Delimitato dai fiumi Sele a ovest, Ofanto a nord, Bradano a est, dal Golfo di Taranto a sud-est, dal mar Tirreno a sud ovest e dalla piana di Sibari a sud, è articolato in catene montuose, altopiani e massicci (più o meno isolati) raggruppabili in cinque grandi aree. Il settore più occidentale è costituito dai rilievi flyshoidi del Cilento comprendenti il monte della Stella (1130 m) e il monte Gelbison (1705 m). Più a est compaiono i rilievi calcarei del Cilento, come il monte Vesole (1210 m), il monte Chianello (1319 m), il monte Bulgheria (1225 m). Nel settore più orientale del Cilento si ergono le vette più maestose ed elevate del comprensorio, tra cui il monte Motola (1743 m) e il monte Cervati (che con i suoi 1899 metri è la vetta più elevata della Campania), a nord-ovest dei quali è posto il massiccio dei monti Alburni, la cui principale vetta è il monte Panormo (1742 m). A nord-est rispetto gli Alburni si erge il gruppo montuoso dei monti Eremita-Marzano, la cui vetta maggiore è il Monte Eremita (1579 m), i quali segnano il confine tra l'Appennino Lucano e quello Campano. I monti Cilentani, Alburni ed Eremita-Marzano sono separati dalle catene centrali dell'Appennino lucano da un vasto altopiano: il Vallo di Diano.
A oriente, questo altopiano è bordato dalla catena dei Monti della Maddalena che segnano il confine della Campania dalla Basilicata. I Monti della Maddalena sono caratterizzati da cime arrotondate a formare un paesaggio a mo' di altopiano. Questa catena montuosa di natura calcarea presenta molti elementi del carsismo epigeo, in particolare è caratterizzata dalla presenza di numerosi polje tra i quali si ricordano le piane di Mandrano, Magorno e Campo di Venere. Le vette principali non raggiungono quote elevate: Serra Longa (1505 m), monte della Madonna di Sito Alto (1466 m), Timpa della Rose (1445 m), monte di Sito Marsicano (1410 m), monte Cavallo (1401 m), monte Sierio (1286 m), monte Capo la Serra (1141 m). Procedendo verso est compaiono i monti della Basilicata centrale.
Dal nord della regione verso sud si incontrano il monte Santa Croce (1407m), La Rotonda di Monte Marmo (1239m), monte Li Foj (1355m), monte Arioso (1722m), monte Volturino (1835m), monte Alpi (1900m) e infine il Massiccio del Monte Pollino (Serra Dolcedorme 2267m) che segna il confine regionale della Basilicata dalla Calabria. Verso il mar Tirreno, nel Lagonegrese si erge maestoso il Massiccio del Sirino (2005m). Nel settore più orientale, l'Appennino lucano presenta montagne sempre meno elevate. Si tratta di rilievi di natura arenaceo - marnosa. Tra le vette principali si ricorda il monte Croccia (1149m).

#### Appennino calabro

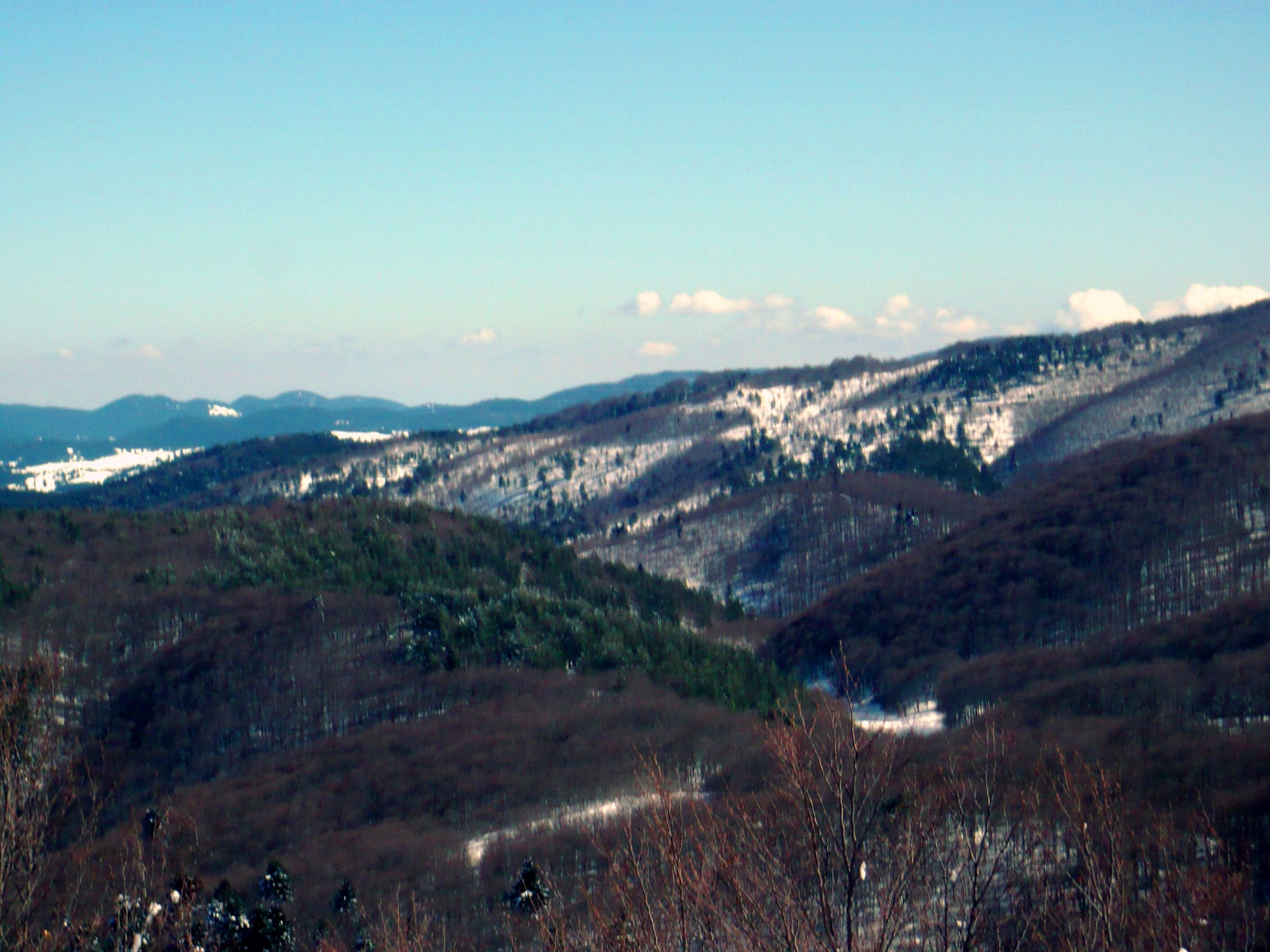
Paesaggio della Sila Grande

L'Appennino calabro va dal Passo dello Scalone allo Stretto di Messina. È costituito da gruppi montuosi di natura granitica solcati da ampie valli. Si distinguono 4 parti:
- Catena Costiera
- Altopiano della Sila
- Le Serre calabresi
- Massiccio dell'Aspromonte.

### Appennino siculo

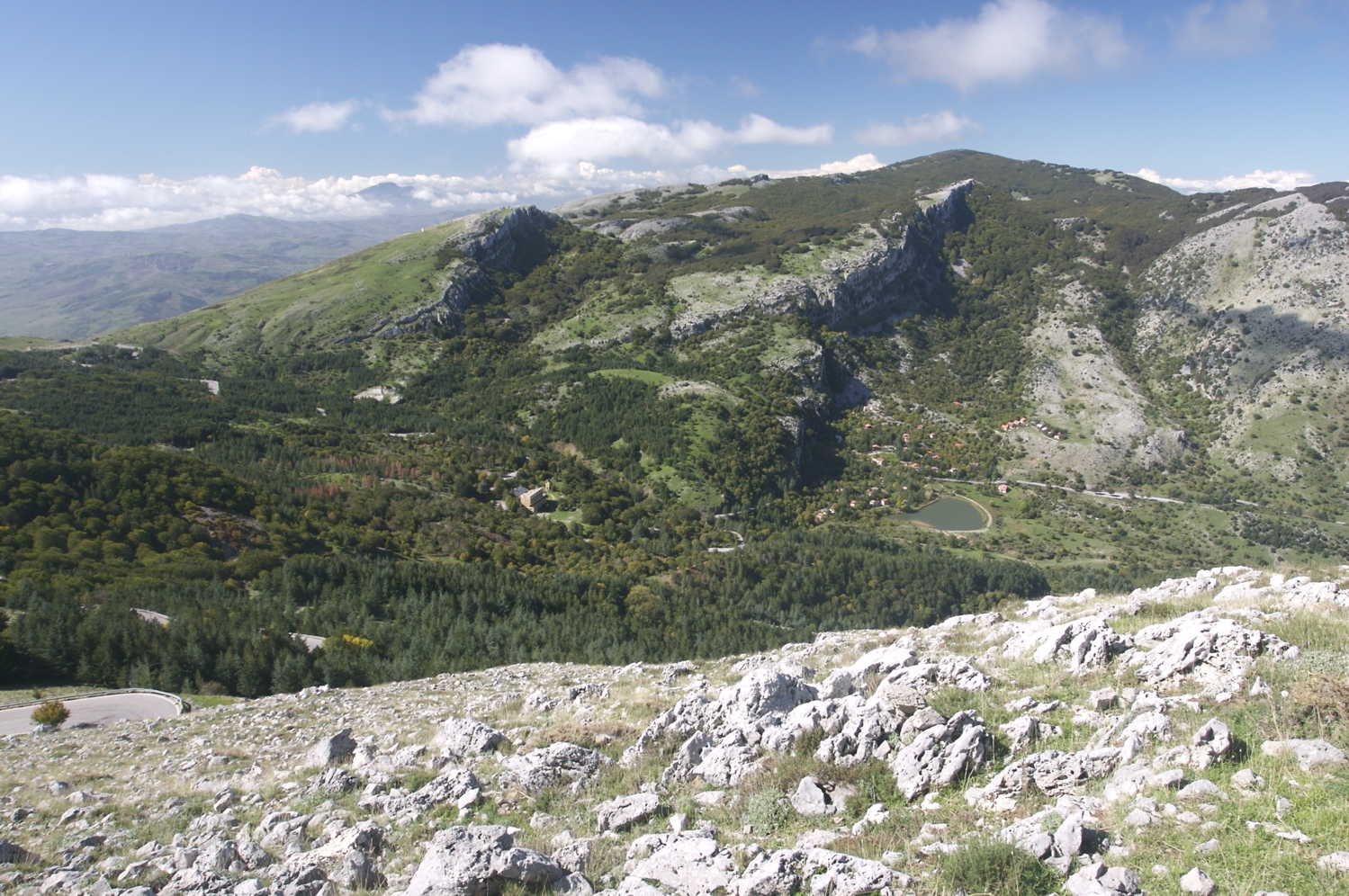
Pizzo Carbonara

Normalmente si considerano parte dell'Appennino siculo tutti i rilievi della Sicilia tirrenica. I Monti Peloritani, infatti, separati dalla penisola italiana solo dallo Stretto di Messina, possono essere considerati la naturale continuazione dell'Appennino calabro, con il quale condividono caratteri simili, cioè schiene arrotondate a terrazzi, qua e là sormontate da ampie ed elevate cupole, solcate da profonde valli e quasi sempre brulle.
I gruppi montuosi siciliani che solitamente vengono considerati parte dell'Appennino siculo sono quindi:
- i Monti Peloritani, che vanno dallo Stretto di Messina (Capo Peloro o Punta del Faro) e seguono verso ovest, fino ad incontrare i Monti Nebrodi; la cima più alta è Montagna Grande (1374 m).
- i Monti Nebrodi, che vanno dal Monte Tre Fontane (1140 m) verso ovest fino al Monte Castelli (1566 m). La cima più alta è il Monte Soro (1847 m).
- le Madonie continuano ancora verso ovest, dove svettano il Pizzo Carbonara (1979 m), che è la seconda vetta più alta della Sicilia dopo il vulcano Etna (3357 m), il Monte San Salvatore (1912 m), il Pizzo Antenna Grande (1977 m), il Monte Mufara (1865 m) e il Monte dei Cervi (1794 m).

## Suddivisione secondo la longitudine
Si usa suddividere gli Appennini anche secondo la longitudine, e seguendo questo criterio si distinguono: la catena principale, i Subappennini, i Preappennini e gli Antiappennini.
La catena principale è quella che corrisponde allo spartiacque tra il versante ligure-tirrenico e quello adriatico-ionico.
Una fascia di bassi rilievi, detti Subappennini, affiancano la catena appenninica principale, alla quale sono contigui. In alcuni tratti dei due versanti si estendono inoltre sistemi montuosi meno elevati e ben separati dalla catena principale; essi costituiscono l'Antiappennino adriatico e tirrenico.
È inoltre usato il termine "Preappennino", come sinonimo di "Antiappennino", ma anche di "Subappennino". Alcuni autori, in particolare, preferiscono usare il termine "Preappennino" al posto di "Antiappennino" perché il prefisso "anti-" comunica un'idea di contrapposizione che dal punto di vista geologico, secondo essi, non è sostenibile. I tre termini "Antiappennini", "Subappennini" e "Preappennini" hanno comunque un'ampia sovrapposizione di significato, a seconda degli autori e degli usi locali.

### Catena principale
È considerata catena principale appenninica la linea montuosa che corrisponde allo spartiacque tra mar Tirreno - mar Ligure a ovest e mar Adriatico - mar Ionio a est. Lo stesso Petrarca mise in evidenza la caratteristica della catena appenninica di dividere l'Italia in due versanti, in un noto verso del suo Canzoniereː ...il bel paese / ch'Appennin parte e 'l mar circonda e l'Alpe Lungo tale linea corrono centinaia di chilometri di confini che separano una regione dall'altra.

### Subappennino
Prende il nome di Subappennino quell'insieme di tratti di catena che corrono paralleli alla catena principale, alla quale sono contigui. Il Subappennino è prevalentemente costituito da colline argillose, siltose o arenacee. È situato nella parte esterna della catena. Essi formano, verso l'Adriatico, una fascia, che si estende a partire dal nord delle colline del Monferrato e delle Langhe fino al Golfo di Taranto; verso il Tirreno, invece, la fascia subappenninica si estende dalla Toscana al Lazio. A volte esse sono franose; lungo questa striscia, in Emilia, in Abruzzo e in Valdarno, il paesaggio naturale è caratterizzato dai calanchi.

#### Subappennino toscano

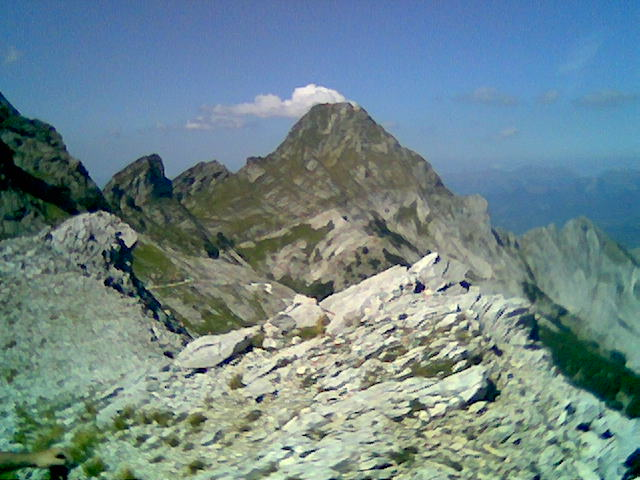
Il monte Pisanino (Alpi Apuane) visto dal Tambura

Il Subappennino toscano è costituito dalle seguenti catene:
- Alpi Apuane (dette anche Alpi di Garfagnana). Formano una catena lunga circa 60 km dalle foci della Magra a quelle del Serchio. Le vette principali sono: monte Pisanino (1946m), la vetta più alta, monte Tambura (1891m), monte Cavallo (1888m). La zona è famosa per le cave di Marmo di Carrara esportato in tutto il mondo.
- Monte Pisano. La catena del monte Pisano forma un prolungamento delle Alpi Apuane tra il Serchio e l'Arno. La vetta più alta è il monte Serra (917m).
- Monti Pistoiesi. Si staccano dalle sorgenti del Reno e si dirigono verso sud-ovest formano la val di Nievole e la val di Pescia. Il ramo che corre lungo il Serchio è il più alto con il monte Battifolle (1176m); l'altro più basso separa l'Ombrone dalla Pescia e prende il nome di monte Albano.
- Monti del Mugello e di Calvana. I primi delimitano la valle omonima. Vetta più alta è il monte Giovi (992m); i secondi partono dalle sorgenti della Sieve e arrivano fino a Prato.
- Pratomagno. È una catena ben distinta che sorge al centro della zona di forma ellittica formata dall'Arno e dalla Sieve. Forma con gli Appennini la valle longitudinale del Casentino.
- Alpe di Catenaia. Parte circa 15 km a sud ovest del monte Fumaiolo, e quindi dalla sorgente del Tevere, di cui accompagna il primo tratto della riva destra in direzione nord-sud. Arriva fino al monte Paglia in corrispondenza della depressione di Anghiari.

#### Subappennino laziale

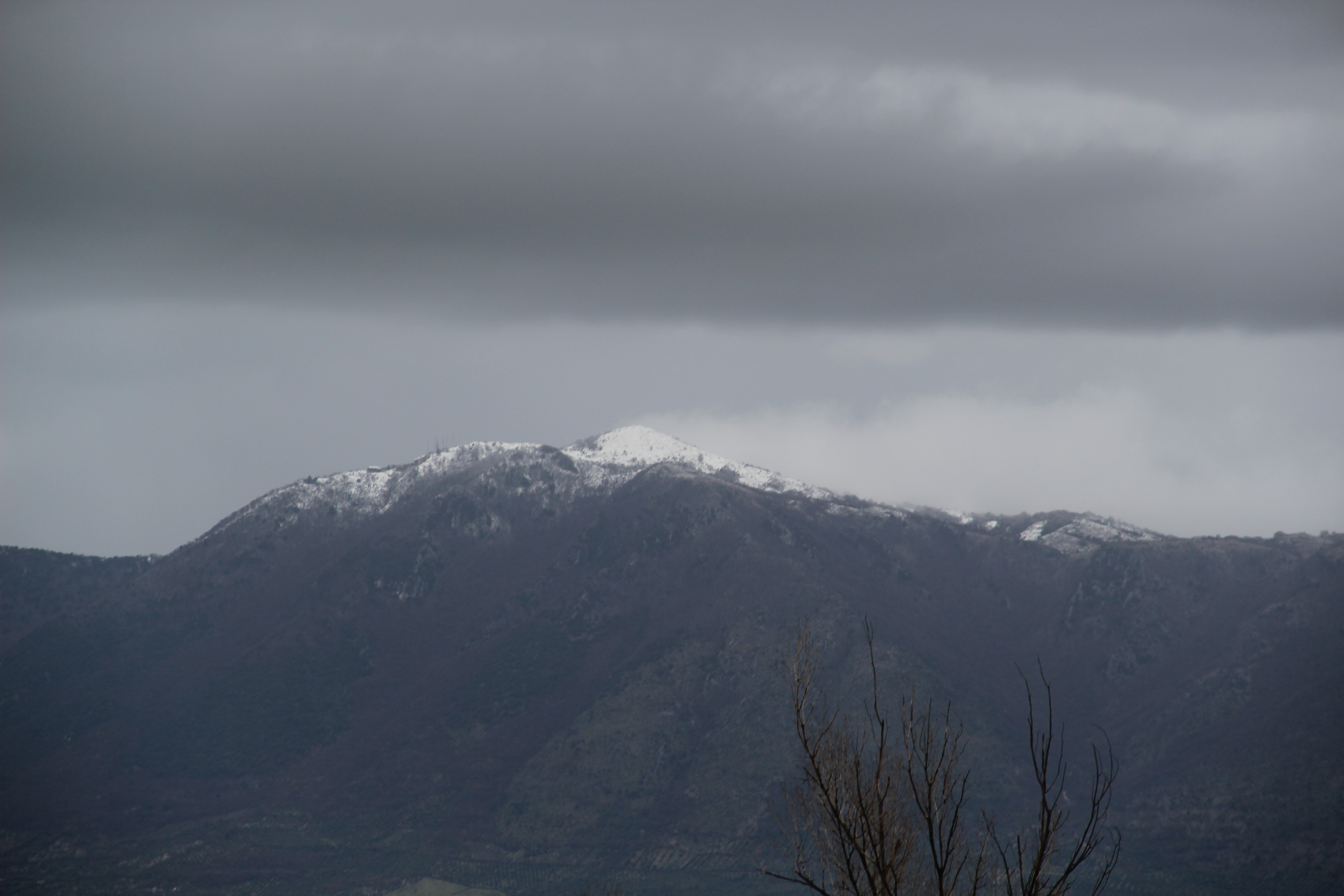
Il Monte Gennaro (Monti Lucretili)

Tra l'Aniene, il Tevere, il Nera, il Velino e il Turano, sorgono i Monti Sabini, che formano una regione molto pittoresca, rivestita di folta vegetazione, faggete nella parte sommitale, castagni, lauri, noci, e ricca di memorie storiche. Fra il Turano e l'Aniene e a ovest del Liri in direzione nordovest-sudest si eleva la dorsale calcarea dei Monti Simbruini, Monti Cantari e Monti Ernici, spesso indicata come parte integrante dell'Appennino abruzzese, la cui vetta culminante è il monte Viglio (2156m). Tra il Sacco e l'Aniene, si innalzano alcune dorsali minori, tutte di natura calcarea e calcareo-marnosa: i Monti Lucretili con la cima del Monte Pellecchia (1369m), i Monti Prenestini con la cima del Monte Guadagnolo (1218m), i Monti Ruffi con la cima del Monte Costasole (1253m) e i Monti Affilani con il Monte delle Pianezze (1332 m), i Monti Tiburtini e i Monti Cornicolani.

#### Subappennino abruzzese-molisano

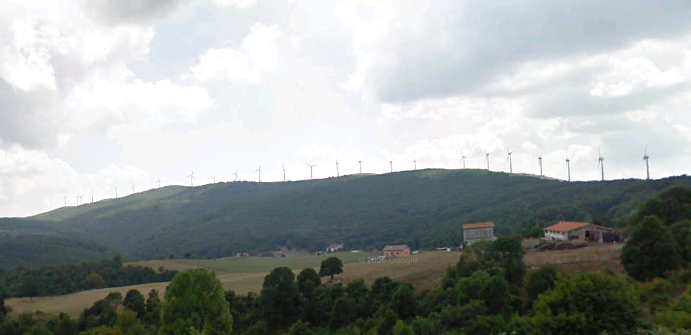
Il Monte Castelfraiano

Appartengono al subappennino abruzzese-molisano i monti Frentani che si estendono a sud-est del gruppo montuoso della Maiella fino al fiume Fortore. Tra le vette più importanti, il monte Mauro (1042m) e il monte Castelfraiano (1412m).

#### Subappennino dauno

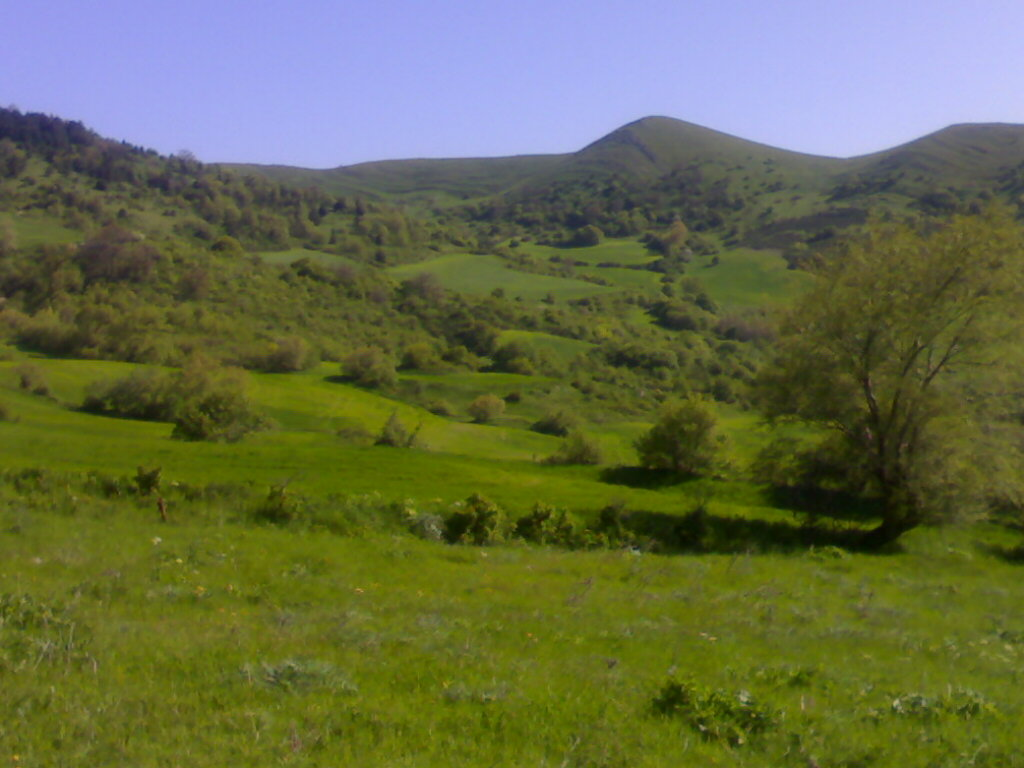
Il monte Crispignano

Il Subappennino dauno è costituito essenzialmente dai Monti della Daunia (un'aspra dorsale adiacente al margine orientale dell'Appennino campano) e dai modesti rilievi isolati emergenti dall'alto Tavoliere delle Puglie; esso occupa la parte occidentale della Capitanata e corre lungo il confine della Puglia con il Molise e la Campania.
Il Subappennino dauno è delimitato a nord dalla valle del Fortore, a ovest dallo spartiacque appenninico, a sud dalla valle dall'Ofanto, a est dalla pianura del Tavoliere. Le vette più notevoli dei Monti della Daunia, tutte situate a cavallo tra l'area subappenninica e l'Appennino vero e proprio, sono il monte Cornacchia (1 151 m), il monte Saraceno (1 145 m) e il monte Crispignano (1 105 m). Per quanto attiene invece il settore propriamente subappenninico la vetta più elevata è rappresentata dal monte Carpinelli (506 m), situato nel settore meridionale presso Ascoli Satriano.

### Antiappennino

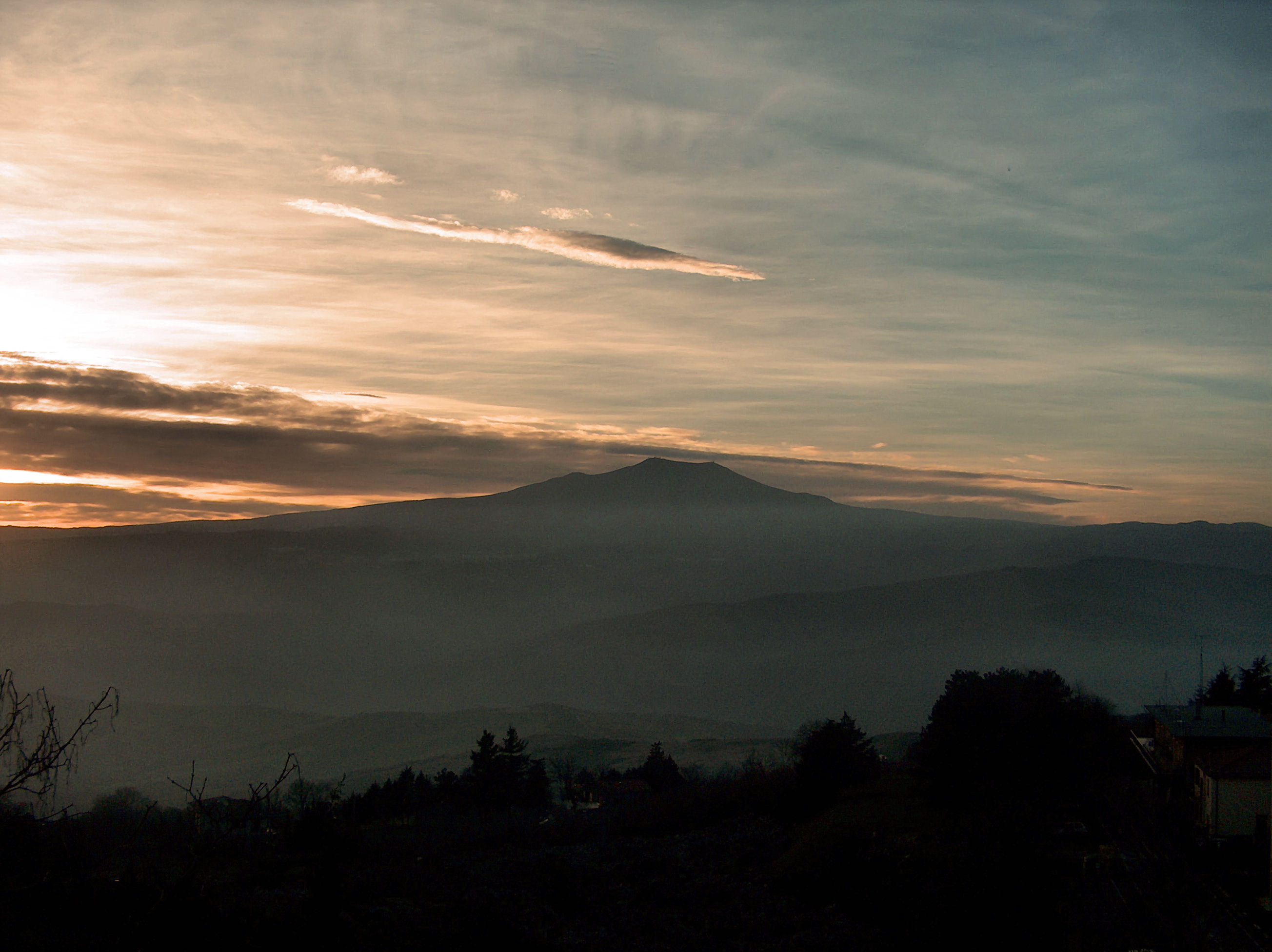
Monte Amiata

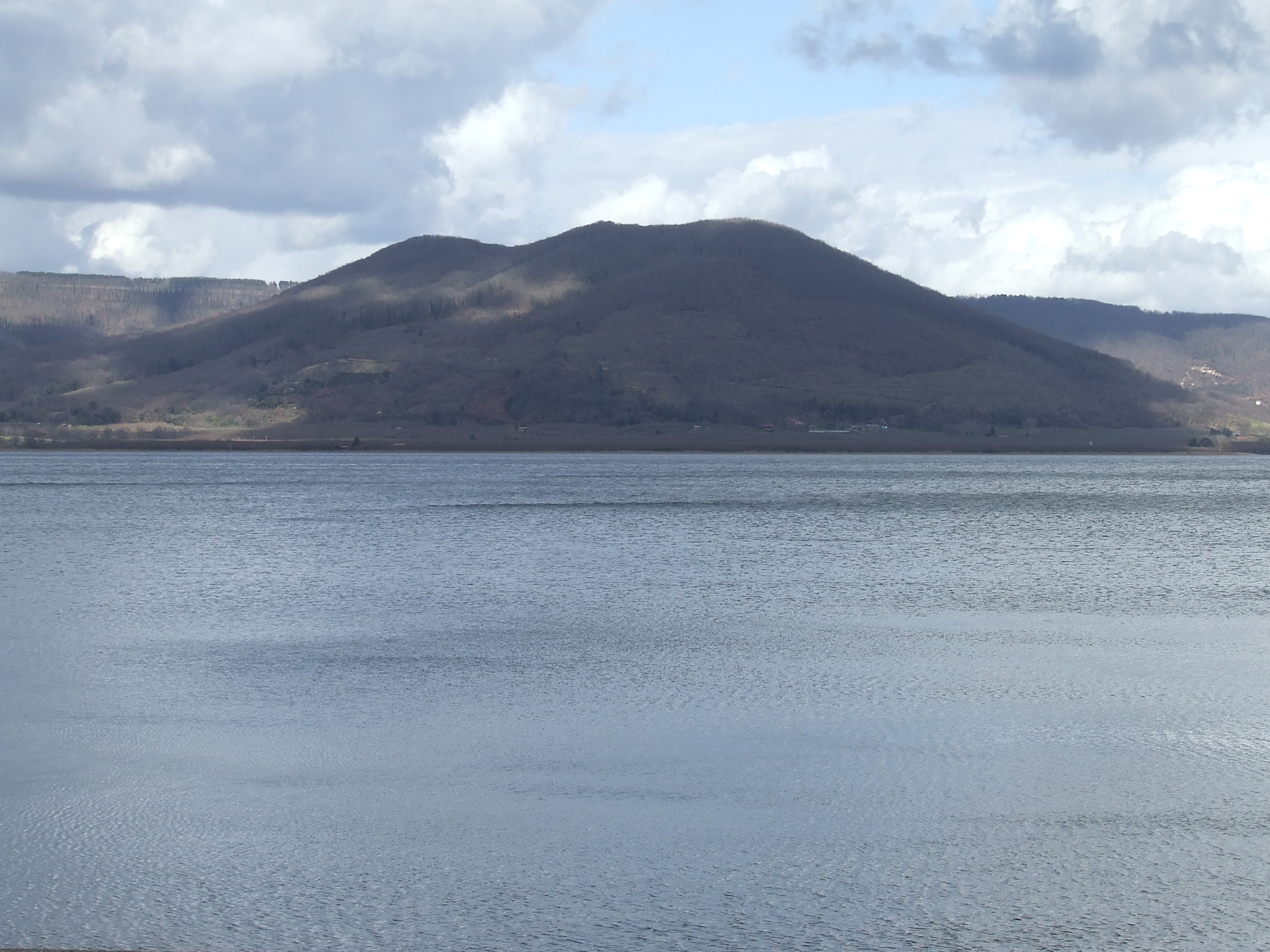
I Monti Cimini - Monte Venere

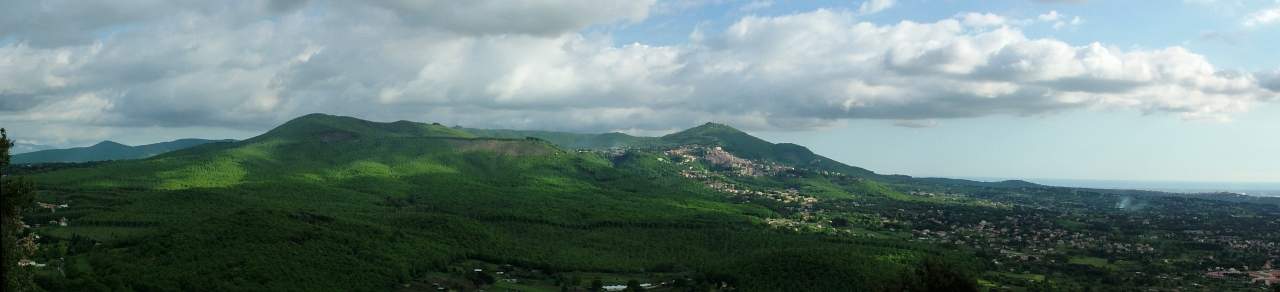
I Colli Albani

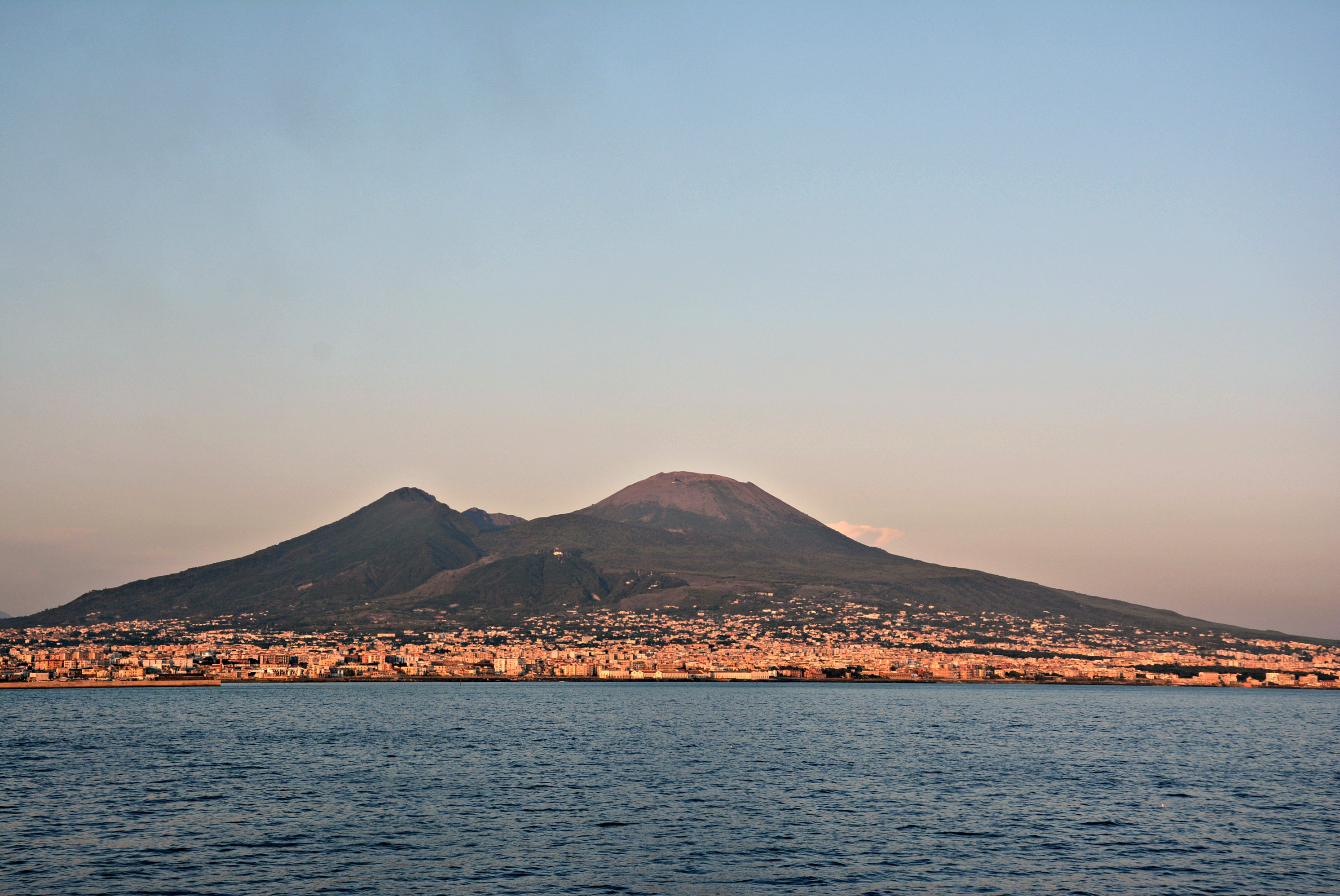
il Vesuvio

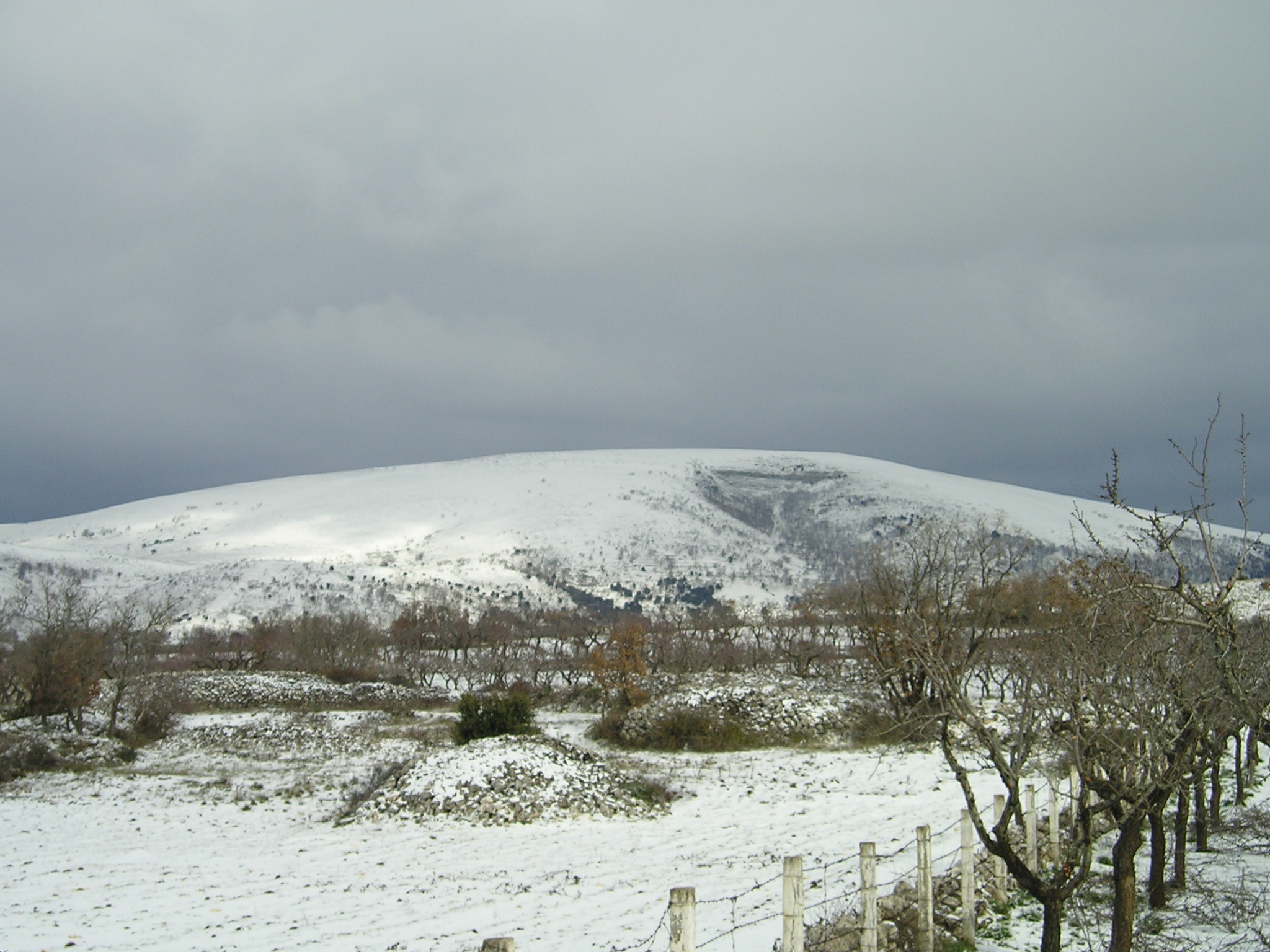
Il monte Calvo sul Gargano

Si chiamano Antiappennini quelle serie di gruppi e di catene totalmente indipendenti per origine e localizzazione dagli Appennini, da cui sono separati da larghi e profondi avvallamenti. L'Antiappennino è costituito da un complesso piuttosto irregolare di rilievi montuosi, che s'incontrano in genere vicino alle coste, ai bordi esterni della zona subappenninica. Sul versante adriatico, l'Antiappennino si trova solo in Puglia; ne fanno parte il promontorio del Gargano (1056m), sperone della penisola, i pianeggianti tavolati calcarei delle Murge e della Penisola Salentina. Sul versante tirrenico, i sollevamenti montuosi che costituiscono la fascia dell'Antiappennino sono molto più estesi e interessano la Toscana, il Lazio e la Campania.
Di seguito una loro suddivisione per regione.

#### Antiappennino toscano
La catena principale è formata nella parte settentrionale dalle colline del Chianti e di Montepulciano, famose per i loro vini. La catena si deprime per lasciare passare il Paglia, dopo il quale continua nella zona vulcanica dell'Antiappennino Tosco-Romano. A occidente di questa catena si elevano le colline Metallifere della Toscana (monti della Castellina, di Siena, Cornate di Gerfalco 1060m, Poggio di Montieri 1041m). Il gruppo più elevato è comunque quello del monte Amiata (1738m), che si innalza a sud della foce dell'Ombrone e a est della valle da esso formata, fino alle sorgenti del Paglia, a est del quale si elevano, prima il monte di Radicofani (963 m) e dopo il monte Cetona (1148m). Il gruppo dell'Amiata si dirige verso sud-ovest, quindi si divide separando con il lato superiore l'Ombrone dall'Albegna, e con l'inferiore, che si prolunga fino al monte Argentario (635 m), l'Albegna dal Fiora.

#### Antiappennino laziale
Si estende dalla Fiora al Garigliano ed è diviso dal Tevere in due parti:
- Tra la Fiora e il Tevere si presentano: i Monti Volsini attorno al Lago di Bolsena, i Monti Cimini attorno al lago di Vico, i Monti Sabatini attorno al Lago di Bracciano. Oltre il Treja sorge il rilievo calcareo del monte Soratte a est dei colli vulcanici dei Monti Sabatini. Tra il Lago di Bracciano e Civitavecchia si trovano una serie di colline dette Monti della Tolfa di natura sedimentaria e vulcanica.
- Oltre il Tevere continua la zona vulcanica peritirrenica e antiappenninica con i Colli Albani, vulcano centrale dotato di una caratteristica caldera e coni e laghi. A sud-est dei Colli Albani si estendono i Monti Volsci che si suddividono nei gruppi montuosi dei Monti Lepini a nord, dei Monti Ausoni nel settore centrale e dei Monti Aurunci nel settore meridionale. Tra i Monti Volsci e il mare si trovano la Pianura Pontina e la Piana di Fondi. Al margine meridionale della Pianura Pontina si staglia il monte Circeo che costituisce un promontorio montuoso carbonatico isolato il cui asse maggiore misura circa 5 km. A circa 15 miglia nautiche a Sud si ritrova il lembo più meridionale riconducibile all'Appennino calcareo in senso geologico: l'Isola di Zannone.

#### Antiappennino campano
Dalla foce del Garigliano a quella del Sele, sempre lungo le rive del Tirreno, s'innalzano molti gruppi di montagne di origine vulcanica. Tra il Garigliano e il Volturno, a nord di Sessa Aurunca sorge il gruppo vulcanico di Roccamonfina e tra questo e il mare la breve catena calcarea di monte Massico famosa per la produzione del vino di Falerno molto apprezzato dagli antichi Romani. Tra il Matese e il Vulcano di Roccamonfina, nascono i Monti Trebulani e nel Sud della provincia di Caserta, i Monti Tifatini. Lungo la costa, nella zona di Pozzuoli, sorge la zona vulcanica dei Campi Flegrei e più a sud, tra Napoli e Castellammare di Stabia, sorge il cono isolato del Vesuvio (1281m). Infine, nella penisola sorrentina sorgono i Monti Lattari che si spingono fino all'Agro nocerino sarnese.

#### Antiappennino apulo-garganico
Il Gargano, le Murge e le alture della penisola Salentina vanno considerate come un sottosistema distinto dall'Appennino per essere di natura totalmente diversa da quello.
- Promontorio del Gargano. La forte depressione di San Severo lo separa dagli Appennini. Esso è formato da un altopiano di altezza media di 800 metri che si estende dal Lago di Lesina a Manfredonia con monti isolati che sorgono sparsi, fra questi i più alti sono il monte Calvo (1056m) e il monte Spigno (1010m). La parte orientale forma il vero e proprio promontorio ed è coperta da ampie foreste che prendono il nome di Foresta Umbra.
- Le Murge. Tra il Bradano, il corso inferiore dell'Ofanto e il mare sorge un altopiano di altezza media 400 metri inclinato verso l'Adriatico. Disseminate si trovano colline e alture che raggiungono i 700 metri (Murge di Minervino 687 m). Non vi sono fiumi perché il suolo di natura carsica contiene molte fessure in cui le acque si inabissano.

## Sezioni regionali
| Suddivisione                            | Da                                        | A                                         | Regioni                                           | Altezza massima                 |
| --------------------------------------- | ----------------------------------------- | ----------------------------------------- | ------------------------------------------------- | ------------------------------- |
| Appennino ligure                        | Colle di Cadibona                         | Passo della Cisa                          | Liguria Piemonte Lombardia Emilia-Romagna Toscana | Monte Maggiorasca (1.804 m)     |
| Appennino tosco-emiliano in senso ampio | Passo della Cisa                          | Bocca Trabaria o Bocca Serriola           | Emilia-Romagna Toscana                            | Monte Cimone (2.165 m)          |
| Appennino tosco-romagnolo               | Passo della Futa                          | Bocca Trabaria o Bocca Serriola           | Emilia-Romagna Toscana Marche Umbria San Marino   | Monte Falco (1.658 m)           |
| Appennino umbro-marchigiano             | Bocca Trabaria o Bocca Serriola           | Passo della Torrita o Passo di Montereale | Marche Umbria Lazio                               | Monte Vettore (2.476 m)         |
| Appennino abruzzese                     | Passo della Torrita o Passo di Montereale | Bocca di Forlì                            | Abruzzo Lazio Molise                              | Corno Grande (2.912 m)          |
| Appennino sannita                       | Bocca di Forli                            | Sella di Vinchiaturo                      | Molise Campania Puglia                            | Monte Miletto (2.050 m)         |
| Appennino campano                       | Sella di Vinchiaturo                      | Sella di Conza                            | Campania Basilicata                               | Cervialto (1.809 m)             |
| Appennino lucano                        | Sella di Conza                            | Passo dello Scalone                       | Campania Basilicata Calabria                      | Serra Dolcedorme (2.267 m)      |
| Appennino calabro                       | Passo dello Scalone                       | Stretto di Messina                        | Calabria                                          | Montalto (Aspromonte) (1.955 m) |
| Appennino siculo                        | Stretto di Messina                        | Valle del Torto e dei Feudi               | Sicilia                                           | Pizzo Carbonara (1.979 m)       |

### Principali gruppi montuosi
- Gran Sasso
- Maiella
- Velino-Sirente
- Monti Sibillini
- Monti della Laga
- Monti Marsicani
- Massiccio del Pollino
- Monti del Matese
- Monti Picentini
- Monti Alburni
- Massiccio del Sirino
- Sila
- Aspromonte
- Monti Simbruini
- Monti Cantari
- Monti Ernici
- Monti Reatini
- Monti Carseolani
- Monti Ausoni
- Monti Aurunci
- Monti Lepini

## Geologia

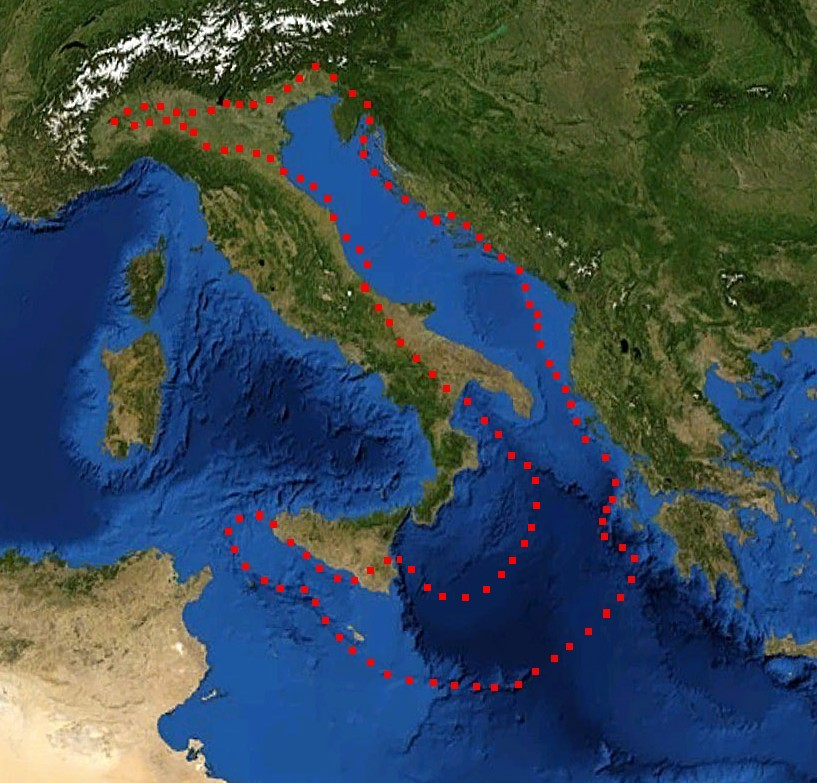
Probabile estensione della placca adriatrica - Secondo molte ipotesi gli Appennini si sarebbero formati in seguito alla collisione della placca eurasiatica con la placca adriatica o pugliese, una micro-placca tettonica che si sarebbe staccata dalla placca africana nel periodo Cretaceo. Il nome della placca adriatica è di solito utilizzato quando si fa riferimento alla parte settentrionale della placca africana.

Geograficamente gli Appennini sono in parte, o sembrano essere, contigui alle Alpi; prima degli studi effettuati a partire dal 2000, infatti, si consideravano le due catene come parti di un unico sistema Alpi-Appennini.
In realtà le Alpi si sono originate milioni di anni prima che gli Appennini emergessero dal mare. Sia le Alpi che gli Appennini sono formati principalmente da rocce sedimentarie deposte nell'antico oceano Tetide durante il Mesozoico. Il movimento verso nord della placca africana, la sua collisione con la placca euroasiatica, e la subduzione di quella Africana sotto quella Europea hanno provocato l'orogenesi Alpina, iniziata alla fine del Mesozoico, generando una fascia orogenetica che si estende dalla Spagna all'Asia in direzione est-ovest, comprendente le Alpi. Gli Appennini invece si sono formati durante l'orogenesi Appenninica all'inizio del Neogene (iniziata circa 20 Ma fa, nel Miocene medio ed ancora in atto), si estendono da nordovest a sudest, e non sono un displacement della catena Alpina.
Il comportamento geologico della Pianura Padana è una prova del loro diverso stile tettonico: le forze compressive agenti da nord verso sud nelle Alpi e da sud verso nord negli Appennini avrebbero dovuto stringere i depositi alluvionali tra le montagne, ma la Pianura ha subito subsidenza a un ritmo di 1–4 mm/anno per circa 25 Ma, prima che gli Appennini iniziassero a formarsi. La Pianura Padana non è quindi una struttura originata dall'erosione, ma una porzione riempita del Solco Adriatico, detto Avampaese Adriatico da quando si è scoperta la sua funzione come zona di subduzione. Le Alpi e gli Appennini sono sempre stati separati da questo solco.
Numerosi sono i fenomeni di carsismo specie nell'Appennino centrale e meridionale.

### Struttura
L'orogenesi Appenninica è una tipologia rara ma non unica, in cui due tipologie più semplici si combinano in una configurazione apparentemente problematica che gli scienziati del Progetto RETREAT hanno definito "estensione sin-convergente"
In sintesi il lato orientale della penisola è caratterizzato da catene a pieghe sollevatesi a causa di forze compressionali agenti al di sotto del Mare Adriatico. Questo lato è definito Zona compressionale Appenninico-Adriatica, o Zona di convergenza degli Appennini. Sul lato occidentale prevalgono strutture a Horst e graben, causate dall'espansione o estensione della crosta al di sotto del Mar Tirreno. Questo lato è definito Zona estensionale Tirrenica.

#### Zona compressionale
L'analisi sismica del Sistema di Subduzione Appenninico ha fornito una spiegazione alla graduale subsidenza della Pianura Padano-Veneta e al sistema di falde che interessa l'Italia orientale.
Lungo il lato orientale della penisola il fondo del Mare Adriatico – d'ora in poi "litosfera Adriatica" o "placca Adriatica", un termine il cui preciso significato è oggetto di ricerche ancora in corso – si immerge al di sotto del settore crostale in cui gli Appennini sono stati deformati da forze compressionali. La subduzione è un processo che avviene nel mantello terrestre, separato dalla crosta terrestre dalla superficie di discontinuità di Mohorovičić, o Moho, posta a 5–10 km di profondità.
La subduzione si verifica lungo una faglia caratterizzata da una direzione (angolo d'intersezione rispetto al nord geografico con la superficie topografica), e da un'inclinazione (angolo sulla verticale tra la superficie di faglia e la superficie topografica), da un hanging wall (superficie della porzione di crosta che sormonta) e da un footwall (superficie della porzione di crosta che viene sormontata). Il contatto tra zona subdotta e zona obdotta è invisibile in quanto si trova nella parte inferiore dell'avanfossa Appenninico, generalmente colmata da sedimenti, poiché la sedimentazione avviene ad una velocità molto più veloce della subduzione. In superficie si può rilevare solo il contatto tra l'hanging wall e i sedimenti dell'avanfossa, tranne che nel settore marino, dove la velocità sedimentazione è molto ridotta.
Nel Nord Italia l'inclinazione della placca subdotta è tra 30-40º, ad una profondità media di 80–90 km.
La zona di subduzione appenninica forma un arco irregolare, con centro di curvatura nel Mar Tirreno, esteso dalla base dell'Appennino Ligure presso la Pianura Padana, proseguente in mare aperto nell'Adriatico centrale, fino al Gargano.
Da qui l'arco flette verso l'interno della penisola, separando l'avampaese Apulo, e prosegue sino al Golfo di Taranto, da dove piega a sud verso lo Ionio, poi a ovest, attraversando la Sicilia sudorientale, fino a raggiungere il Nord Africa. Il mantello superiore a circa 250 km di profondità si spezza nell'"Arco Appenninico settentrionale", e nell'"Arco Calabro-Peloritano", con forze compressionali agenti rispettivamente verso nordest e sudest. Queste strutture sono state spiegate attraverso modelli anche molto diversi, poiché mancano ancora dati definitivi. La tettonica, in ogni caso, non è dello stesso tipo che ha generato le Alpi.

#### Zona estensionale
Il lato occidentale della penisola è formato ad un sistema ad horst e graben, dove la crosta, stirata dall'estensione del mantello sottostante, si è assottigliata e frantumata, lungo una serie di linee di faglia approssimativamente parallele, e i blocchi crostali in modo alterno sono sprofondati o sono stati sollevati dalla spinta isostatica, formando catene montuose e bacini intramontani con direzione più o meno perpendicolare a quella di estensione. Esempi importanti sono l'alta valle della Magra e la val Tiberina.
Le catene montuose originatesi per pieghe sono formate da ampie anticlinali al nucleo dei massicci più elevati ed estesi degli Appennini, nel settore orientale; le catene montuose originatesi per faglia formano dorsali più basse e ripide, che geograficamente non sono considerate parte dell'Appennino, ma sono denominate "sub-Appennino" o "anti-Appennino». Queste montagne si trovano principalmente in Toscana, Lazio e Campania.

### Sismicità
In virtù della convergenza della placca euroasiatica con quella africana, l'intero arco appenninico e le zone limitrofe sono soggette da sempre a fenomeni sismici ovvero terremoti con presenza di numerose faglie attive ed una scala di rischio sismico che va da 1 a 3.
Dal XX secolo in poi terremoti notevoli sono stati il terremoto della Calabria del 1905, il terremoto di Messina del 1908 (oltre 100.000 morti), il terremoto dell'Irpinia del 1910, il terremoto della Marsica del 1915, il terremoto del Mugello del 1919, il terremoto della Garfagnana e della Lunigiana del 1920, il terremoto dell'Irpinia e del Vulture del 1930, il terremoto dell'Irpinia del 1962, il terremoto del Gran Sasso del 1950-1952 il terremoto del Belice del 1968, il terremoto di Tuscania del 1971, il terremoto dell'Irpinia del 1980, il terremoto di Umbria e Marche del 1997, il terremoto del Molise del 2002, il terremoto dell'Aquila del 2009 e i terremoti del Centro Italia del 2016 e 2017.
In epoche storiche altri terremoti importanti sono stati il terremoto dell'Appennino centro-meridionale del 1349, il terremoto dell'Italia centro-meridionale del 1456, il terremoto dell'Aquila del 1461,  il terremoto di Sora del 1654, il terremoto della Calabria del 1638, il terremoto di Amatrice del 1639, il terremoto dell'Irpinia e Basilicata del 1694, il terremoto dell'Aquila del 1703, il terremoto della Maiella del 1706, il terremoto della Calabria meridionale del 1783, il terremoto del Molise del 1805, il terremoto della Basilicata del 1857.

### Stabilità dei versanti
Il terreno degli Appennini (così come quello delle Alpi) è in gran parte instabile a causa di vari tipi di movimenti dei versanti: falls and slides of rocks and debris, flows of earth and mud, spreads of earth and sink holes (cascate e scivoli di roccia e detriti, i flussi di terra e fango, spread di terra) e doline.
L'Istituto Superiore per la Protezione e la Ricerca Ambientale, un'agenzia governativa fondata nel 2008 dalla fusione di tre enti preesistenti, ha pubblicato nello stesso anno una relazione speciale, Frane in Italia, che sintetizza i risultati del Progetto IFFI, l'Inventario dei Fenomeni Franosi in Italia, un ampio censimento governativo di frane a partire dal 1997. Al 31 dicembre 2007, aveva studiato e mappato oltre 482.272 frane su 20.500 km². I parametri considerati sono l'Indice Frana IF, il rapporto tra la superficie frana e la superficie totale di una regione, l'Indice Frana in aree montuose-collinari IFMC, e la densità di frane, che è il numero di eventi per 100 km². L'Italia nel suo complesso ha un IF di 6,8, un IFMC di 9,1 e una densità di 160. In Lombardia (con 13,9), Emilia-Romagna (11,4), Marche (19,4), Molise (14,0), Valle d'Aosta (16,0) e Piemonte (9,1) gli IF sono significativamente più elevati.
Nell'Appennino i terreni più instabili sono situati, seguendo un ordine decrescente, nel versante orientale dell'Appennino Tosco-Emiliano, nell'Appennino centrale e nel fianco orientale del l'Appennino meridionale. Qui l'instabilità è paragonabile a quella nel settore meridionale delle Alpi. I terreni più stabili sono situati sul lato occidentale: Liguria, Toscano, Umbria e Lazio. L'Appennino sta scivolando a nord-est verso la Pianura Padana e l'avanfossa Adriatica. Le slides con ampi movimenti di superficie traslazionale o rotazionale sono i più comuni.

### Ghiacciai
Anche se al di fuori del massiccio del Gran Sasso d'Italia non esistono più ghiacciai, si sono osservate morene Post-Plioceniche anche in Basilicata. Sono presenti nevai sul Gran Sasso, sulla Maiella e sul Pollino.

## Ambiente

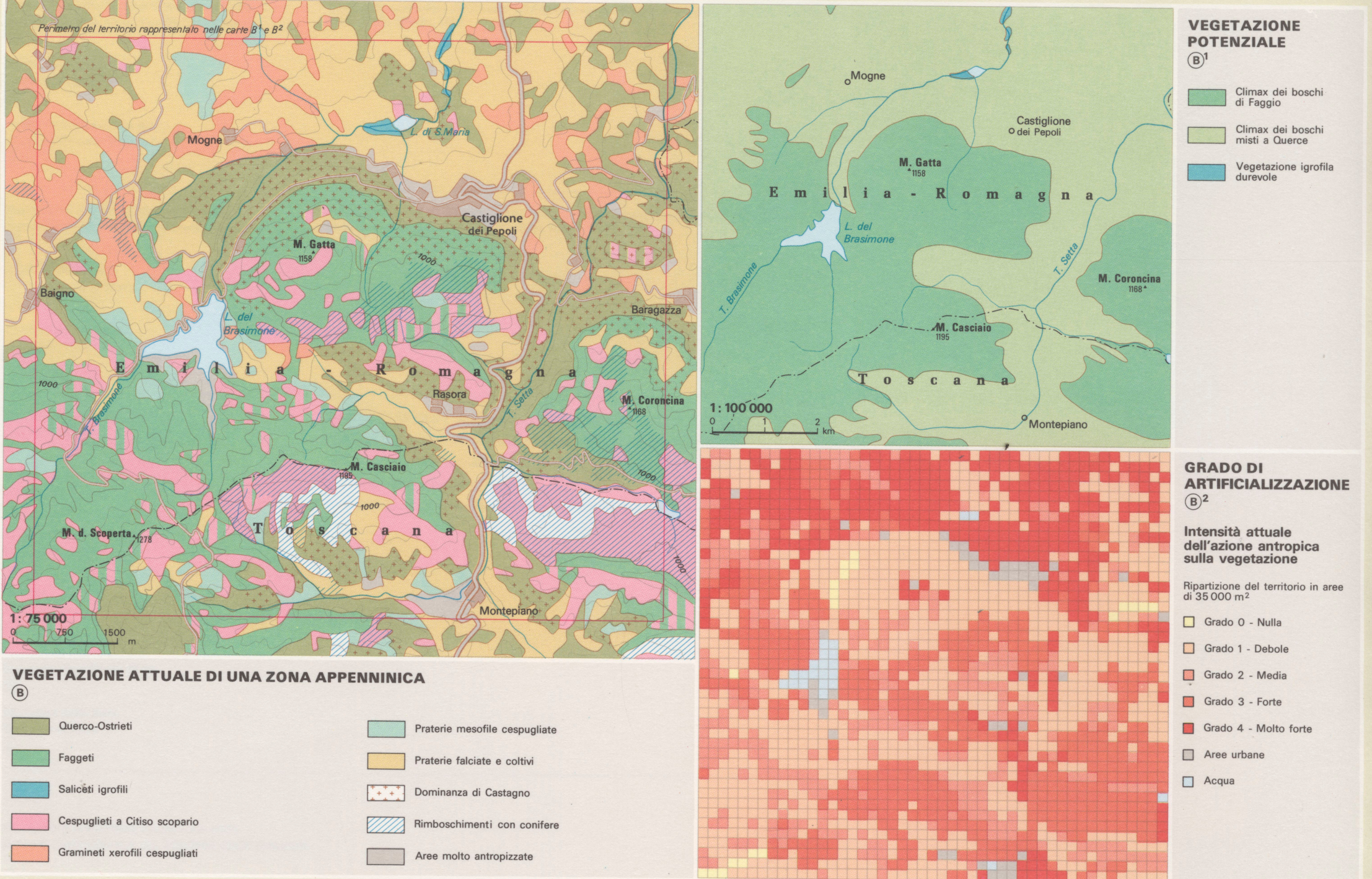
Esempi di vegetazione di una zona appenninica, vegetazione potenziale e grado di artificializzazione

### Flora e fauna
La vegetazione dell'Appennino varia a seconda dell'altitudine anche se la zonazione vegetale spontanea non sempre è molto significativa perché le altitudini non sono molto elevate. Nella fascia più bassa al di sotto dei 500–600 m la flora è essenzialmente rappresentata da specie che caratterizzano la macchia (lecci, sugheri, farnie, cerri, castagni e roveri). Alle altitudini superiori si sviluppano boschi di faggio, abete bianco e ontano caratterizzati da un sottobosco in cui si alternano a cespugli di felci, agrifogli, ginepri e pini di tipo arbustaceo, piante erbacee (anemoni, acetoselle e campanule). I boschi appenninici sono generalmente polifiti, ma non mancano formazioni monofite, come le abetaie e i castagneti della Toscana e le pinete della Sila calabra.
La caccia indiscriminata ha molto impoverito la fauna appenninica un tempo ricca delle più svariate specie animali. Solo nelle zone più impervie la composizione faunistica è rimasta intatta, mentre nel Parco nazionale d'Abruzzo, Lazio e Molise sono tutelate molte specie che altrove sarebbero andate in estinzione. Molti i Mammiferi distribuiti lungo la dorsale: orsi in Abruzzo, lupi, cinghiali, caprioli e daini in Calabria, rari e distribuiti un po' ovunque nelle zone più biologicamente intatte: donnole, puzzole, faine, martore e tassi. Anche i Roditori prolificano fra la vegetazione appenninica: le lepri, i conigli selvatici, gli scoiattoli, i ghiri, i quercini, i moscardini, i topi, i ratti e le arvicole. Infine Uccelli e Rettili sono presenti con specie tipiche come: rapaci diurni e notturni, passeriformi e galliformi e insidiose vipere diffuse un po' ovunque, così come la biscia dal collare.

### Idrografia
Dall'Appennino nascono importanti fiumi italiani come il Panaro, la Secchia, il Reno, il Marecchia, il Rubicone, il Metauro, l'Arno, il Tevere, il Savio, il Nera, il Velino, il Salto, il Turano, il Tronto, l'Aterno-Pescara, l'Aniene, il Liri, il Sangro, il Volturno. Tra i laghi di origine glaciale di tipo alpino si ricordano il lago del Matese, il lago della Duchessa e il lago di Pilato, mentre numerosi lungo tutto l'arco appenninico sono i laghi artificiali.

### Parchi nazionali
Gli Appennini ospitano in tutto 12 parchi nazionali: il Parco nazionale dell'Appennino Tosco-Emiliano, il Parco nazionale delle Foreste Casentinesi, Monte Falterona e Campigna, il Parco nazionale dei Monti Sibillini, il Parco nazionale del Gran Sasso e Monti della Laga, il Parco Nazionale d'Abruzzo, Lazio e Molise, il Parco nazionale della Maiella, il Parco nazionale del Pollino, il Parco nazionale del Vesuvio, il Parco nazionale del Cilento, Vallo di Diano e Alburni, il Parco nazionale dell'Appennino Lucano-Val d'Agri-Lagonegrese, il Parco nazionale della Sila e il Parco nazionale dell'Aspromonte.

### Comuni e centri abitati più elevati
- San Pellegrino in Alpe
- Abetone
- Bolognola
- Castelluccio (Norcia)
- Campotosto
- Campoforogna
- Ovindoli
- Cappadocia
- Filettino
- Cervara di Roma
- Guadagnolo
- Rocca di Cambio
- Rocca di Mezzo
- Lucoli (Casamaina)
- Castel del Monte
- Calascio
- Santo Stefano di Sessanio
- Castelvecchio Calvisio
- Pescocostanzo
- Rivisondoli
- Roccaraso
- Pescasseroli
- Civitella Alfedena
- Scanno
- Gamberale
- Pizzoferrato
- Opi
- Schiavi d'Abruzzo
- Capracotta
- Pescopennataro
- Trevico
- Laceno
- Lorica (San Giovanni in Fiore)
- Camigliatello Silano
- Gambarie

## Curiosità
Dagli Appennini ha preso nome una catena montuosa sulla Luna detta Montes Apenninus.

### Libri
- (EN) Cliff Ollier, Colin Pain, The origin of mountains, Londra, Routledge, 2000.

### Pubblicazioni
- (EN) Kristen James, Determining the source for the magmas of Monte Amiata (Central Italy) using strontium, neodymium, and lead isotopes (PDF), Carleton Geology Department: Geology Comps Papers, Liberal Arts Scholarly Repository (LASR), 2004. URL consultato il 2 dicembre 2020 (archiviato dall'url originale l'11 aprile 2015).
- Lucia Margheriti, et al., The subduction structure of the Northern Apennines: results for the RETREAT seismic deployment (PDF), in Annals of Geophysics, Volume 49, Numeri 4/5, agosto/ottobre 2006. URL consultato il 20 maggio 2010 (archiviato dall'url originale il 19 giugno 2010).
- Alessandro Trigila, Carla Iadanza, Frane in Italia:relazione speciale 2008 (PDF), Istituto Superiore per la Protezione e la Ricerca Ambientale (ISPRA), 2008. URL consultato il 20 maggio 2010 (archiviato dall'url originale il 17 luglio 2011).